# Eleições legislativas portuguesas de 2024
As eleições legislativas portuguesas de 2024, também designadas por eleições para a Assembleia da República, tiveram lugar no dia 10 de março de 2024, para eleger os membros do parlamento para a XVI Legislatura. Estas eleições deram também origem ao XXIV Governo Constitucional. 
Estas foram as primeiras eleições legislativas desde 2005 em que os líderes dos dois principais partidos — Partido Socialista (PS) e Partido Social Democrata (PPD/PSD) — lideravam os seus partidos pela primeira vez, com cinco dos oito partidos com assento parlamentar a concorrerem com novas lideranças: os dois principais partidos mais a Iniciativa Liberal (IL), o Bloco de Esquerda (B.E.) e o Partido Comunista Português (PCP), coligado com o Partido Ecologista "Os Verdes" (PEV), que havia perdido a representação parlamentar em 2022.

## Contexto
O terceiro governo de António Costa tomou posse a 30 de março de 2022. O governo sofreu de muita intabilidade com vários escândalos e/ou polémicas que o afetaram até meados de 2023, altura em que o governo já tinha sofrido treze demissões: onze secretários de Estado e dois ministros. A principal polémica que envolveu o governo foi um caso relativo à TAP Air Portugal e um pagamento de uma indemnização a um membro do Conselho de Administração, Alexandra Reis. Este caso foi seguido por um incidente, no final de abril de 2023, no edifício do Ministério das Infraestruturas entre funcionários do governo e um assessor do ministro João Galamba relativamente a um alegado computador portátil roubado. A utilização dos serviços secretos portugueses neste caso gerou um conflito entre o presidente da República Marcelo Rebelo de Sousa e o primeiro-ministro António Costa relativamente à continuidade do ministro João Galamba e do próprio governo.
No dia 7 de novembro de 2023, foi noticiado que a PSP e o Ministério Público haviam realizado buscas à residência oficial do primeiro-ministro, entre outros ministérios, e que o chefe de gabinete do primeiro-ministro tinha sido detido. Costa foi indiciado como suspeito num caso de corrupção envolvendo os negócios de lítio e hidrogénio. Após reunião com o presidente Marcelo Rebelo de Sousa no Palácio de Belém, Costa anunciou a sua demissão e que não seria candidato à reeleição.
O presidente ouviu todos os partidos após a demissão de António Costa. O Partido Socialista propôs um novo governo liderado por Augusto Santos Silva ou Mário Centeno que poderia durar até ao final do mandato em 2026, enquanto todos os partidos da oposição apelaram a eleições antecipadas. A 9 de Novembro de 2023, o presidente Marcelo Rebelo de Sousa convocou eleições antecipadas para 10 de março de 2024. 

### Sistema eleitoral
A Assembleia da República tem 230 deputados eleitos para mandatos de quatro anos. Os governos não exigem o apoio da maioria absoluta da Assembleia para ocupar o cargo, pois mesmo que o número de opositores ao governo seja maior que o dos apoiantes, o número de opositores ainda precisa ser igual ou superior a 116 (maioria absoluta) para que o Programa do Governo seja rejeitado ou seja aprovada uma moção de censura.
O número de assentos atribuídos a cada círculo eleitoral depende da magnitude do distrito. A utilização do método d'Hondt permite um limiar efetivo mais elevado do que alguns outros métodos de atribuição, como a quota Hare ou o método Sainte-Laguë, que são mais generosos para os pequenos partidos.
Na sequência dos Censos de 2021, nas eleições de 2024 o círculo eleitoral de Setúbal passou a eleger dezanove deputados (mais um) e o de Viana do Castelo cinco (menos um).
A distribuição dos deputados por círculo eleitoral nas eleições legislativas de 2024 foi a seguinte:
| Distrito                             | Número de deputados | Mapa |
| ------------------------------------ | ------------------- | ---- |
| Lisboa                               | 48                  |      |
| Porto                                | 40                  |      |
| Braga e Setúbal                      | 19                  |      |
| Aveiro                               | 16                  |      |
| Leiria                               | 10                  |      |
| Coimbra, Faro e Santarém             | 9                   |      |
| Viseu                                | 8                   |      |
| Madeira                              | 6                   |      |
| Açores, Viana do Castelo e Vila Real | 5                   |      |
| Castelo Branco                       | 4                   |      |
| Beja, Bragança, Évora e Guarda       | 3                   |      |
| Portalegre, Europa e Fora da Europa  | 2                   |      |

## Partidos

### Com representação parlamentar
A tabela abaixo lista os partidos que estavam representados na Assembleia da República e que se apresentaram a eleições.
| Nome | Nome               | Nome                                                                                                | Ideologia                                                | Espectro político           | Líder                                               | Círculos eleitorais | Slogans                                                   | Resultado de 2022 | Resultado de 2022 |
| Nome | Nome               | Nome                                                                                                | Ideologia                                                | Espectro político           | Líder                                               | Círculos eleitorais | Slogans                                                   | Votos (%)         | Assentos          |
| ---- | ------------------ | --------------------------------------------------------------------------------------------------- | -------------------------------------------------------- | --------------------------- | --------------------------------------------------- | ------------------- | --------------------------------------------------------- | ----------------- | ----------------- |
|      | PS                 | Partido Socialista                                                                                  | Social-democracia Progressismo                           | Centro-esquerda             | Pedro Nuno Santos                                   | Todos               | « Mais ação » « Portugal inteiro »                        | 41,4%             | 120 / 230         |
|      | PPD/PSD.CDS–PP.PPM | Aliança Democrática - Partido Social Democrata - CDS – Partido Popular - Partido Popular Monárquico | Conservadorismo Democracia cristã Liberalismo Reformismo | Direita                     | Luís Montenegro Nuno Melo Gonçalo da Câmara Pereira | Todos               | « Acreditar na mudança » « A mudança está nas tuas mãos » | 29,1% 1,6% 0,0%   | 77 / 230          |
|      | CH                 | Chega                                                                                               | Nacionalismo conservador Populismo de direita            | Extrema-direita             | André Ventura                                       | Todos               | « Limpar Portugal »                                       | 7,2%              | 12 / 230          |
|      | IL                 | Iniciativa Liberal                                                                                  | Liberalismo Libertarianismo                              | Centro-direita a Direita    | Rui Rocha                                           | Todos               | « Portugal com futuro »                                   | 4,9%              | 8 / 230           |
|      | B.E.               | Bloco de Esquerda                                                                                   | Socialismo democrático Populismo de esquerda             | Esquerda a extrema-esquerda | Mariana Mortágua                                    | Todos               | « Não lhes dês descanso »                                 | 4,4%              | 5 / 230           |
|      | PCP–PEV            | CDU – Coligação Democrática Unitária - Partido Comunista Português - Partido Ecologista "Os Verdes" | Comunismo Marxismo-leninismo Ecossocialismo              | Esquerda a Extrema-esquerda | Paulo Raimundo                                      | Todos               | « Mais CDU, vida melhor »                                 | 4,3%              | 6 / 230           |
|      | PAN                | Pessoas–Animais–Natureza                                                                            | Direitos dos animais Ambientalismo                       | Centro a Centro-esquerda    | Inês Sousa Real                                     | Todos               | « Avançamos pelas causas »                                | 1,6%              | 1 / 230           |
|      | L                  | Livre                                                                                               | Ecossocialismo Pró-europeísmo                            | Esquerda a Centro-esquerda  | Rui Tavares Teresa Mota                             | Todos               | « Contrato com o futuro »                                 | 1,3%              | 1 / 230           |

### Sem representação parlamentar
Os partidos ou coligações que não obtiveram deputados na Assembleia da República nas eleições legislativas de 2022 e que se apresentaram nesta eleição foram os seguintes:
| Nome | Nome      | Nome                                            | Ideologia                                                           | Espectro político        | Líder                          | Círculos eleitorais                                                                    | Resultado de 2022 |
| Nome | Nome      | Nome                                            | Ideologia                                                           | Espectro político        | Líder                          | Círculos eleitorais                                                                    | Votos (%)         |
| ---- | --------- | ----------------------------------------------- | ------------------------------------------------------------------- | ------------------------ | ------------------------------ | -------------------------------------------------------------------------------------- | ----------------- |
|      | R.I.R.    | Reagir Incluir Reciclar                         | Humanismo Pacifismo Ambientalismo                                   | Sincrético               | Márcia Henriques               | Todos                                                                                  | 0,4%              |
|      | PCTP/MRPP | Partido Comunista dos Trabalhadores Portugueses | Marxismo-leninismo-maoísmo Comunismo                                | Extrema-esquerda         | Cidália Guerreiro              | Aveiro, Beja, Braga, Castelo Branco, Lisboa, Portalegre, Porto, Setúbal e Europa       | 0,2%              |
|      | ADN       | Alternativa Democrática Nacional                | Conservadorismo nacional Conservadorismo social                     | Extrema-direita          | Bruno Fialho                   | Todos                                                                                  | 0,2%              |
|      | JPP       | Juntos pelo Povo                                | Catch-all party Regionalismo                                        | Centro-esquerda          | Élvio Sousa                    | Braga, Coimbra, Faro, Lisboa, Porto, Setúbal, Açores, Madeira, Europa e Fora da Europa | 0,2%              |
|      | MPT.A     | Alternativa 21 - Partido da Terra - Aliança     | Conservadorismo verde Liberalismo económico                         | Centro-direita           | Pedro Pimenta Jorge Nuno de Sá | Todos exceto Castelo Branco, Porto, Vila Real e Açores                                 | 0,1% 0,0%         |
|      | VP        | Volt Portugal                                   | Liberalismo social Eurofederalismo                                  | Centro                   | Ana Carvalho Duarte Costa      | Todos exceto Bragança                                                                  | 0,1%              |
|      | E         | Ergue-te                                        | Nacionalismo português Anti-imigração                               | Extrema-direita          | José Pinto Coelho              | Todos                                                                                  | 0,1%              |
|      | NC        | Nós, Cidadãos!                                  | Liberalismo                                                         | Centro-direita a Direita | Joaquim Rocha Afonso           | Braga, Porto, Madeira, Europa e Fora da Europa                                         | 0,0%              |
|      | PTP       | Partido Trabalhista Português                   | Socialismo democrático Social-democracia Trabalhismo Pró-europeísmo | Centro-esquerda          | Amândio Madaleno               | Lisboa, Setúbal e Madeira                                                              | 0,0%              |
|      | ND        | Nova Direita                                    | Conservadorismo Liberalismo económico                               | Direita                  | Ossanda Líber                  | Todos, exceto Açores e Madeira                                                         | Novo              |

## Círculos eleitorais

### Partidos com representação parlamentar
| Círculo eleitoral | PS                      | PPD/PSD.CDS–PP.PPM       | PPD/PSD.CDS–PP.PPM       | CH                    | IL                                                      | PCP–PEV                   | B.E.                | PAN                    | L                       |              |
| ----------------- | ----------------------- | ------------------------ | ------------------------ | --------------------- | ------------------------------------------------------- | ------------------------- | ------------------- | ---------------------- | ----------------------- | ------------ |
| Círculo eleitoral | Aveiro                  | Pedro Nuno Santos        | Emídio Sousa             | Emídio Sousa          | Jorge Galveias                                          | Mário Amorim Lopes        | Joana Dias          | Moisés Ferreira        | Ana Gonçalves           | Joana Filipe |
| Beja              | Nélson Brito            | Gonçalo Valente          | Gonçalo Valente          | Diva Ribeiro          | Ana Paula Pereira                                       | João Dias                 | José Esteves        | Luís Coentro           | Fausto Camacho Fialho   |              |
| Braga             | José Luís Carneiro      | Hugo Soares              | Hugo Soares              | Filipe Melo           | Rui Rocha                                               | Sandra Cardoso            | Bruno Maia          | Rafael Pinto           | Teresa Mota             |              |
| Bragança          | Isabel Ferreira         | Hernâni Dias             | Hernâni Dias             | José Pires            | Teresa Aguiar                                           | Fátima Bento              | Vítor Pimenta       | Octávio Pires          | Anabela Luciano Correia |              |
| Castelo Branco    | Nuno Fazenda            | Liliana Reis             | Liliana Reis             | João Ribeiro          | Manuel Lemos                                            | Jorge Fael                | Inês Antunes        | Ricardo Mota Nunes     | João Barata Rodrigues   |              |
| Coimbra           | Ana Abrunhosa           | Rita Júdice              | Rita Júdice              | António Pinto Pereira | Pedro Brinca                                            | Fernando Teixeira         | Miguel Cardina      | João Costa             | Clara Cruz Santos       |              |
| Évora             | Luís Dias               | Sónia Ramos              | Sónia Ramos              | Rui Cristina          | Viviana Moita                                           | Alma Rivera               | Manuel Canudo       | Sérgio Neves           | Glória Franco           |              |
| Faro              | Jamila Madeira          | Miguel Pinto Luz         | Miguel Pinto Luz         | Pedro Pinto           | Pedro Bettencourt                                       | Catarina Marques          | José Gusmão         | Saúl Rosa              | Rodrigo Teixeira        |              |
| Guarda            | Ana Mendes Godinho      | Dulcineia Moura          | Dulcineia Moura          | Nuno Simões de Melo   | Carlos Bernardo                                         | José Pedro Branquinho     | Beatriz Realinho    | João Almeida           | Margarida Bordalo       |              |
| Leiria            | Eurico Brilhante Dias   | Telmo Faria              | Telmo Faria              | Gabriel Mithá Ribeiro | Miguel Silvestre                                        | João Paulo Delgado        | Rafael Henriques    | Rodrigo Andrade        | Inês Pires              |              |
| Lisboa            | Mariana Vieira da Silva | Luís Montenegro          | Luís Montenegro          | André Ventura         | Bernardo Blanco                                         | Paulo Raimundo            | Mariana Mortágua    | Inês Sousa Real        | Rui Tavares             |              |
| Portalegre        | Ricardo Pinheiro        | Rogério Silva            | Rogério Silva            | Henrique de Freitas   | João Leal da Costa                                      | Fátima Dias               | Rui de Sousa        | Telma Espírito Santo   | João Ramos              |              |
| Porto             | Francisco Assis         | Miguel Guimarães         | Miguel Guimarães         | Rui Afonso            | Carlos Guimarães Pinto                                  | Alfredo Maia              | Marisa Matias       | Anabela Castro         | Jorge Pinto             |              |
| Santarém          | Alexandra Leitão        | Eduardo Oliveira e Sousa | Eduardo Oliveira e Sousa | Pedro Frazão          | João Seilá                                              | Bernardino Soares         | Bruno Góis          | Vera Matos             | Pedro Mendonça          |              |
| Setúbal           | Ana Catarina Mendes     | Teresa Morais            | Teresa Morais            | Rita Matias           | Joana Cordeiro                                          | Paula Santos              | Joana Mortágua      | Alexandra Moreira      | Paulo Muacho            |              |
| Viana do Castelo  | Marina Gonçalves        | José Aguiar-Branco       | José Aguiar-Branco       | Eduardo Teixeira      | Marta Von Fridden                                       | Joaquim Celestino Ribeiro | Adriana Temporão    | Isabel Rhodes          | Gonçalo Caseiro Pereira |              |
| Vila Real         | Fátima Pinto            | Amilcar Almeida          | Amilcar Almeida          | Manuela Tender        | José Ventura                                            | José Luís Ferreira        | Vasco Valente Lopes | Rui Oliveira           | Mila Simões de Abreu    |              |
| Viseu             | Elza Pais               | António Leitão Amaro     | António Leitão Amaro     | João Tilly            | Filipe Jesus                                            | Alexandre Hoffman Castela | José Miguel Lopes   | Carolina Pia           | Luís Marques            |              |
| Açores            | Francisco César         | Paulo Moniz              | Paulo Moniz              | Miguel Arruda         | José Luís Parreira                                      | Judite Barros da Costa    | Joana Bettencourt   | Dinarte Pimentel       | José Manuel Azevedo     |              |
| Madeira           | Paulo Cafôfo            | Pedro Coelho             | Paulo Brito              | Francisco Gomes       | Gonçalo Maia Camelo                                     | Sílvia Vasconcelos        | Dina Letra          | Marco Gonçalves        | Carlos Andrade          |              |
| Europa            | Paulo Pisco             | Carlos Gonçalves         | Carlos Gonçalves         | José Dias Fernandes   | João Cotrim de Figueiredo                               | Joana Carvalho            | Rita Nóbrega        | Paulo Vieira de Castro | Tiago Correia           |              |
| Fora da Europa    | Augusto Santos Silva    | José Cesário             | José Cesário             | Manuel Magno Alves    | Teresa Vaz Antunes                                      | Ana Oliveira              | Miguel Heleno       | Nelson Abreu           | Nurin Mirzan            |              |
| Ref.              | [ 18 ]                  | [ 19 ] [ 20 ] [ 21 ]     | [ 19 ] [ 20 ] [ 21 ]     | [ 22 ] [ 23 ] [ 24 ]  | [ 25 ] [ 26 ] [ 27 ] [ 28 ] [ 29 ] [ 30 ] [ 31 ] [ 32 ] | [ 33 ]                    | [ 34 ] [ 35 ]       | [ 36 ] [ 37 ]          | [ 38 ] [ 39 ]           |              |

### Partidos sem representação parlamentar
| Círculo eleitoral | R.I.R.                | PCTP/MRPP         | ADN                    | JPP               | MPT.A             | VP                          | MAS           | E                        | NC               | PTP                | ND                    |            |
| ----------------- | --------------------- | ----------------- | ---------------------- | ----------------- | ----------------- | --------------------------- | ------------- | ------------------------ | ---------------- | ------------------ | --------------------- | ---------- |
| Círculo eleitoral | Aveiro                | Alcino Ferreira   | Alexandre Caldeira     | Inês Bastos       |                   | Álvaro Lopes                | Rui Marques   |                          | Anselmo Oliveira |                    |                       | Kaly Major |
| Beja              | Ricardo Mendes        | Maria Pinto       | António Arantes        |                   |                   | Íris La Féria               |               | Cristina Chalaça         |                  |                    | José Pedro Maciel     |            |
| Braga             | Maria Rocha           | Maria Ferreira    | Gonçalo Bandeira       | João Horta        | José Cunha        | Miguel Amador               |               | Bruno Rebelo             |                  |                    | Luís Arezes           |            |
| Bragança          | Damiana Fonseca       |                   | Vanda Martins          |                   | Maria Carvalho    |                             |               | Luís Luís                |                  |                    | Maria Cecília Pereira |            |
| Castelo Branco    | José da Paz           | José Marrucho     | Anabela Rodrigues      |                   |                   | Daniel Santana              |               | Jorge Torres             |                  |                    | Armindo Vaz           |            |
| Coimbra           | Inês Talufa           |                   | António Travanca Pela  | Álvaro Martins    | João Afonso       | Carlos Leite                |               | Miguel Costa Marques     |                  |                    | Joana Rodrigues       |            |
| Évora             | Carlos Dias           |                   | Humberto Baião         |                   | Hugo Duarte       | Hélder Machado              |               | Carla Ribeiro            |                  |                    | Vítor Grade           |            |
| Faro              | Rui Curado            |                   | Anabela Morais         | Leonardo Reis     |                   | Yannick Schade              |               | Fábio Fatal              |                  |                    | Maria Antunes         |            |
| Guarda            | Cristiana da Silva    |                   | Francisco Monteiro     |                   | Telmo Reis        | Olivier Carneiro            |               | Carlos Teles             |                  |                    | Luís Coutinho         |            |
| Leiria            | Rui Maurício          |                   | Nuno Barroso           |                   | José Serralheiro  | Mágui Lage                  |               | João Pais do Amaral      |                  |                    | Luís Pires            |            |
| Lisboa            | Márcia Henriques      | João Pinto        | Bruno Fialho           | João Ribeiro      | Nuno Afonso       | Inês Bravo Figueiredo       | Renata Cambra | José Pinto Coelho        |                  | José Manuel Coelho | Ossanda Líber         |            |
| Portalegre        | Emanuel Martins       | António Corricas  | Jorge Ângelo           |                   | Fábio Carvalho    | João Fernandes              |               | José Utra Pinto Coelho   |                  |                    | Paulo Caldeira        |            |
| Porto             | Vitorino Silva        | António Silva     | Nuno Pereira           | Ana Teixeira      |                   | Daniel Gaio                 |               | Orlando Cruz             | Eduardo Loureiro |                    | Sofia Perestrello     |            |
| Santarém          | Lina Carvalho         |                   | Cláudio Baptista       |                   | Pedro Pimenta     | Daniel Nobre                |               | Luís Belo de Morais      |                  |                    | Rita Costa            |            |
| Setúbal           | Ana Paula Freitas     | Nuno da Silva     | Maria Oliveira         | Luís Ribeiro      | Jorge Nuno de Sá  | Susana Carneiro             |               | Carlos Pagará            |                  | Mário Nogueira     | Ricardo Amaral        |            |
| Viana do Castelo  | Luísa Aguiar          |                   | Renato Silva           |                   | Fernando Silva    | Vladimiro Osório            |               | Diogo Casanova           |                  |                    | Sónia Cardoso         |            |
| Vila Real         | António Oliveira      |                   | Ana Ramos              |                   |                   | João Carmona                |               | Júlio Quinteira          |                  |                    | Sandra Granja         |            |
| Viseu             | Luís Lourenço         |                   | Maria Fernanda Modesto |                   | João Lopes        | Tânia Campos                |               | Vítor Ramalho            |                  |                    | Teresa Braga          |            |
| Açores            | João Henriques        |                   | Rui Matos              | Mário Rui Pacheco |                   | Dino Castelo Branco         |               | Roque Almeida            |                  |                    |                       |            |
| Madeira           | Joana Mendes          |                   | Miguel Pita            | Filipe Sousa      | Miguel Silva      | Vitor Ferreira              |               | Isabel Montalvão e Silva | António Santos   | Raquel Coelho      |                       |            |
| Europa            | Orlando Correia       | José Carlos Sousa | Davide Pereira         | Élvio Sousa       | José Inácio Faria | Carmén Sonnbergen           |               | Patrícia Manguinhas      | Patrício Leite   |                    | Pedro Borges Godinho  |            |
| Fora da Europa    | Maria Alexandra Amaro |                   | Paulo Nunes            | José Catarina     | José Ascenso      | Leandro Damasceno           |               | Jorge de Almeida         | Mikael Fernandes |                    | Mário Guterres        |            |
| Ref.              | [ 40 ] [ 41 ] [ 42 ]  |                   | [ 43 ] [ 44 ]          | [ 45 ]            | [ 46 ] [ 47 ]     | [ 48 ] [ 49 ] [ 50 ] [ 51 ] | [ 52 ]        | [ 53 ]                   | [ 54 ]           | [ 55 ] [ 56 ]      | [ 57 ]                |            |

## Debates

### Com representação parlamentar
| Debates entre partidos com representação na eleição anterior | Debates entre partidos com representação na eleição anterior | Debates entre partidos com representação na eleição anterior | Debates entre partidos com representação na eleição anterior | Debates entre partidos com representação na eleição anterior | Debates entre partidos com representação na eleição anterior | Debates entre partidos com representação na eleição anterior | Debates entre partidos com representação na eleição anterior | Debates entre partidos com representação na eleição anterior | Debates entre partidos com representação na eleição anterior | Debates entre partidos com representação na eleição anterior | Debates entre partidos com representação na eleição anterior | Debates entre partidos com representação na eleição anterior | Debates entre partidos com representação na eleição anterior |   |   |   |   |           |                      |
| Data                                                         | Hora                                                         | Emissora                                                     | Moderador(es)                                                | C Convidado P Presente A Ausente N Não convidado             | C Convidado P Presente A Ausente N Não convidado             | C Convidado P Presente A Ausente N Não convidado             | C Convidado P Presente A Ausente N Não convidado             | C Convidado P Presente A Ausente N Não convidado             | C Convidado P Presente A Ausente N Não convidado             | C Convidado P Presente A Ausente N Não convidado             | C Convidado P Presente A Ausente N Não convidado             | Audiências                                                   | Refs.                                                        |   |   |   |   |           |                      |
| Data                                                         | Hora                                                         | Emissora                                                     | Moderador(es)                                                | PS                                                           | PPD/PSD.CDS–PP.PPM                                           | CH                                                           | IL                                                           | PCP–PEV                                                      | B.E.                                                         | PAN                                                          | L                                                            | Audiências                                                   | Refs.                                                        |   |   |   |   |           |                      |
| ------------------------------------------------------------ | ------------------------------------------------------------ | ------------------------------------------------------------ | ------------------------------------------------------------ | ------------------------------------------------------------ | ------------------------------------------------------------ | ------------------------------------------------------------ | ------------------------------------------------------------ | ------------------------------------------------------------ | ------------------------------------------------------------ | ------------------------------------------------------------ | ------------------------------------------------------------ | ------------------------------------------------------------ | ------------------------------------------------------------ | - | - | - | - | --------- | -------------------- |
| Data                                                         | Hora                                                         | Emissora                                                     | Moderador(es)                                                | 5 de fevereiro                                               | 21h                                                          | SIC                                                          | Clara de Sousa                                               | P                                                            | N                                                            | N                                                            | P                                                            | Audiências                                                   | Refs.                                                        | N | N | N | N | 1 169 556 | [ 58 ] [ 59 ] [ 60 ] |
| 22h                                                          | RTP3                                                         | João Adelino Faria                                           | N                                                            | 5 de fevereiro                                               | N                                                            | P                                                            | N                                                            | N                                                            | N                                                            | P                                                            | N                                                            | 172 450                                                      | [ 58 ] [ 59 ] [ 60 ]                                         |   |   |   |   |           |                      |
| 6 de fevereiro                                               | 18h15                                                        | RTP3                                                         | João Adelino Faria                                           | N                                                            | N                                                            | N                                                            | N                                                            | P                                                            | N                                                            | P                                                            | N                                                            | 30 181                                                       | [ 60 ] [ 61 ]                                                |   |   |   |   |           |                      |
| 6 de fevereiro                                               | 21h                                                          | TVI                                                          | Sara Pinto                                                   | N                                                            | P                                                            | N                                                            | N                                                            | N                                                            | P                                                            | N                                                            | N                                                            | 1 215 055                                                    | [ 60 ] [ 61 ]                                                |   |   |   |   |           |                      |
| 6 de fevereiro                                               | 22h                                                          | SIC Notícias                                                 | Rosa de Oliveira Pinto                                       | N                                                            | N                                                            | P                                                            | P                                                            | N                                                            | N                                                            | N                                                            | N                                                            | 317 623                                                      | [ 58 ] [ 59 ] [ 60 ]                                         |   |   |   |   |           |                      |
| 7 de fevereiro                                               | 18h                                                          | CNN Portugal                                                 | João Póvoa Marinheiro                                        | N                                                            | N                                                            | N                                                            | P                                                            | N                                                            | N                                                            | N                                                            | P                                                            | 119 295                                                      | [ 60 ] [ 61 ]                                                |   |   |   |   |           |                      |
| 8 de fevereiro                                               | 18h                                                          | SIC Notícias                                                 | Rosa de Oliveira Pinto                                       | N                                                            | N                                                            | N                                                            | N                                                            | N                                                            | P                                                            | N                                                            | P                                                            | 142 478                                                      | [ 58 ] [ 59 ] [ 60 ]                                         |   |   |   |   |           |                      |
| 9 de fevereiro\|9 de fevereiro                               | 18h                                                          | SIC Notícias                                                 | Rosa de Oliveira Pinto                                       | N                                                            | N                                                            | N                                                            | P                                                            | N                                                            | N                                                            | P                                                            | N                                                            | 140 000                                                      | [ 58 ] [ 59 ] [ 60 ]                                         |   |   |   |   |           |                      |
| 9 de fevereiro\|9 de fevereiro                               | 21h                                                          | RTP1                                                         | João Adelino Faria                                           | P                                                            | N                                                            | N                                                            | N                                                            | N                                                            | N                                                            | N                                                            | P                                                            | 691 600                                                      | [ 60 ] [ 61 ]                                                |   |   |   |   |           |                      |
| 9 de fevereiro\|9 de fevereiro                               | 22h                                                          | CNN Portugal                                                 | João Póvoa Marinheiro                                        | N                                                            | N                                                            | P                                                            | N                                                            | P                                                            | N                                                            | N                                                            | N                                                            | 214 300                                                      | [ 60 ] [ 61 ]                                                |   |   |   |   |           |                      |
| 10 de fevereiro                                              | 21h                                                          | RTP1                                                         | João Adelino Faria                                           | N                                                            | P                                                            | N                                                            | N                                                            | P                                                            | N                                                            | N                                                            | N                                                            | 613 800                                                      | [ 60 ] [ 61 ]                                                |   |   |   |   |           |                      |
| 10 de fevereiro                                              | 21h                                                          | TVI                                                          | Sara Pinto                                                   | P                                                            | N                                                            | N                                                            | N                                                            | N                                                            | N                                                            | P                                                            | N                                                            | 774 400                                                      | [ 60 ] [ 61 ]                                                |   |   |   |   |           |                      |
| 11 de fevereiro                                              | 21h                                                          | SIC                                                          | Clara de Sousa                                               | N                                                            | P                                                            | N                                                            | N                                                            | N                                                            | N                                                            | P                                                            | N                                                            | 886 500                                                      | [ 58 ] [ 59 ] [ 60 ]                                         |   |   |   |   |           |                      |
| 11 de fevereiro                                              | 22h                                                          | SIC Notícias                                                 | Rosa de Oliveira Pinto                                       | N                                                            | N                                                            | N                                                            | N                                                            | P                                                            | P                                                            | N                                                            | N                                                            | 73 000                                                       | [ 58 ] [ 59 ] [ 60 ]                                         |   |   |   |   |           |                      |
| 12 de fevereiro                                              | 21h                                                          | RTP1                                                         | João Adelino Faria                                           | N                                                            | P                                                            | P                                                            | N                                                            | N                                                            | N                                                            | N                                                            | N                                                            | 922 058                                                      | [ 60 ] [ 61 ]                                                |   |   |   |   |           |                      |
| 13 de fevereiro                                              | 18h                                                          | CNN Portugal                                                 | João Póvoa Marinheiro                                        | N                                                            | N                                                            | N                                                            | N                                                            | P                                                            | N                                                            | N                                                            | P                                                            | 113 441                                                      | [ 60 ] [ 61 ]                                                |   |   |   |   |           |                      |
| 13 de fevereiro                                              | 22h                                                          | RTP3                                                         | João Adelino Faria                                           | N                                                            | N                                                            | P                                                            | N                                                            | N                                                            | P                                                            | N                                                            | N                                                            | 246 442                                                      | [ 60 ] [ 61 ]                                                |   |   |   |   |           |                      |
| 14 de fevereiro                                              | 18h                                                          | RTP3                                                         | João Adelino Faria                                           | N                                                            | N                                                            | N                                                            | N                                                            | N                                                            | N                                                            | P                                                            | P                                                            | 11 292                                                       | [ 60 ] [ 61 ]                                                |   |   |   |   |           |                      |
| 14 de fevereiro                                              | 21h                                                          | TVI                                                          | Sara Pinto                                                   | P                                                            | N                                                            | P                                                            | N                                                            | N                                                            | N                                                            | N                                                            | N                                                            | 1 491 600                                                    | [ 60 ] [ 61 ]                                                |   |   |   |   |           |                      |
| 14 de fevereiro                                              | 22h                                                          | RTP3                                                         | João Adelino Faria                                           | N                                                            | N                                                            | N                                                            | P                                                            | P                                                            | N                                                            | N                                                            | N                                                            | 39 585                                                       | [ 60 ] [ 61 ]                                                |   |   |   |   |           |                      |
| 15 de fevereiro                                              | 18h                                                          | CNN Portugal                                                 | João Póvoa Marinheiro                                        | N                                                            | N                                                            | N                                                            | P                                                            | N                                                            | P                                                            | N                                                            | N                                                            |                                                              | [ 60 ] [ 61 ]                                                |   |   |   |   |           |                      |
| 16 de fevereiro                                              | 18h                                                          | RTP3                                                         | João Adelino Faria                                           | P                                                            | N                                                            | N                                                            | N                                                            | N                                                            | P                                                            | N                                                            | N                                                            |                                                              | [ 60 ] [ 61 ]                                                |   |   |   |   |           |                      |
| 16 de fevereiro                                              | 22h                                                          | SIC Notícias                                                 | Rosa de Oliveira Pinto                                       | N                                                            | N                                                            | P                                                            | N                                                            | N                                                            | N                                                            | N                                                            | P                                                            |                                                              | [ 58 ] [ 59 ] [ 60 ]                                         |   |   |   |   |           |                      |
| 17 de fevereiro                                              | 21h                                                          | TVI                                                          | Sara Pinto                                                   | N                                                            | P                                                            | N                                                            | N                                                            | N                                                            | N                                                            | N                                                            | P                                                            |                                                              | [ 60 ] [ 61 ]                                                |   |   |   |   |           |                      |
| 17 de fevereiro                                              | 20h30                                                        | SIC                                                          | Clara de Sousa                                               | P                                                            | N                                                            | N                                                            | N                                                            | P                                                            | N                                                            | N                                                            | N                                                            |                                                              | [ 58 ] [ 59 ] [ 60 ]                                         |   |   |   |   |           |                      |
| 18 de fevereiro                                              | 21h                                                          | SIC                                                          | Clara de Sousa                                               | N                                                            | P                                                            | N                                                            | P                                                            | N                                                            | N                                                            | N                                                            | N                                                            |                                                              | [ 58 ] [ 59 ] [ 60 ]                                         |   |   |   |   |           |                      |
| 18 de fevereiro                                              | 22h                                                          | CNN Portugal                                                 | João Póvoa Marinheiro                                        | N                                                            | N                                                            | N                                                            | N                                                            | N                                                            | P                                                            | P                                                            | N                                                            |                                                              | [ 60 ] [ 61 ]                                                |   |   |   |   |           |                      |
| 19 de fevereiro                                              | 20h30                                                        | RTP1 RTP3 SIC SIC Notícias TVI CNN Portugal                  | João Adelino Faria Clara de Sousa Sara Pinto                 | P                                                            | P                                                            | N                                                            | N                                                            | N                                                            | N                                                            | N                                                            | N                                                            | 2 796 500                                                    | [ 58 ] [ 59 ] [ 60 ]                                         |   |   |   |   |           |                      |
| 23 de fevereiro                                              | 21h                                                          | RTP1                                                         | Carlos Daniel                                                | P                                                            | P                                                            | P                                                            | P                                                            | P                                                            | P                                                            | P                                                            | P                                                            | 688 800                                                      | [ 61 ]                                                       |   |   |   |   |           |                      |
| 26 de fevereiro                                              | 10h                                                          | Rádio Renascença Antena 1 TSF Observador                     | ________                                                     | P                                                            | P                                                            | A                                                            | P                                                            | P                                                            | P                                                            | P                                                            | P                                                            |                                                              | [ 62 ]                                                       |   |   |   |   |           |                      |

### Sem representação parlamentar
| Debates entre partidos sem representação na eleição anterior | Debates entre partidos sem representação na eleição anterior | Debates entre partidos sem representação na eleição anterior | Debates entre partidos sem representação na eleição anterior | Debates entre partidos sem representação na eleição anterior | Debates entre partidos sem representação na eleição anterior | Debates entre partidos sem representação na eleição anterior | Debates entre partidos sem representação na eleição anterior | Debates entre partidos sem representação na eleição anterior | Debates entre partidos sem representação na eleição anterior | Debates entre partidos sem representação na eleição anterior | Debates entre partidos sem representação na eleição anterior | Debates entre partidos sem representação na eleição anterior | Debates entre partidos sem representação na eleição anterior | Debates entre partidos sem representação na eleição anterior | Debates entre partidos sem representação na eleição anterior |   |   |   |   |  |        |
| Data                                                         | Hora                                                         | Emissora                                                     | Moderador(es)                                                | C Convidado P Presente N Não Convidado                       | C Convidado P Presente N Não Convidado                       | C Convidado P Presente N Não Convidado                       | C Convidado P Presente N Não Convidado                       | C Convidado P Presente N Não Convidado                       | C Convidado P Presente N Não Convidado                       | C Convidado P Presente N Não Convidado                       | C Convidado P Presente N Não Convidado                       | C Convidado P Presente N Não Convidado                       | C Convidado P Presente N Não Convidado                       | Audiências                                                   | Refs.                                                        |   |   |   |   |  |        |
| Data                                                         | Hora                                                         | Emissora                                                     | Moderador(es)                                                | R.I.R.                                                       | PCTP/MRPP                                                    | ADN                                                          | JPP                                                          | [[Aliança 21\|MPT.A                                          | VP                                                           | E                                                            | NC                                                           | PTP                                                          | ND                                                           | Audiências                                                   | Refs.                                                        |   |   |   |   |  |        |
| ------------------------------------------------------------ | ------------------------------------------------------------ | ------------------------------------------------------------ | ------------------------------------------------------------ | ------------------------------------------------------------ | ------------------------------------------------------------ | ------------------------------------------------------------ | ------------------------------------------------------------ | ------------------------------------------------------------ | ------------------------------------------------------------ | ------------------------------------------------------------ | ------------------------------------------------------------ | ------------------------------------------------------------ | ------------------------------------------------------------ | ------------------------------------------------------------ | ------------------------------------------------------------ | - | - | - | - |  | ------ |
| Data                                                         | Hora                                                         | Emissora                                                     | Moderador(es)                                                | 20 de fevereiro                                              | 21h                                                          | RTP1 RTP3                                                    | Carlos Daniel                                                | P                                                            | P                                                            | P                                                            | P                                                            | P                                                            | P                                                            | Audiências                                                   | Refs.                                                        | P | P | P | P |  | [ 61 ] |

## Sondagens
| Empresa de sondagens | Data de amostragem   | Amostra | Abstenção | PS           | Aliança Democrática 2024 (Portugal) logo.png | Aliança Democrática 2024 (Portugal) logo.png | Aliança Democrática 2024 (Portugal) logo.png | CH     | IL    | B.E.  | PCP–PEV | PAN   | L     | O.    | V.   |   |    |    |    |    |    |   |   |   |   |   |   |   |
| Empresa de sondagens | Data de amostragem   | Amostra | Abstenção | PS           | PPD/PSD                                      | CDS–PP                                       | PPM                                          | CH     | IL    | B.E.  | PCP–PEV | PAN   | L     | O.    | V.   |   |    |    |    |    |    |   |   |   |   |   |   |   |
| --- | -------------------- | ------- | --------- | ------------ | -------------------------------------------- | -------------------------------------------- | -------------------------------------------- | ------ | ----- | ----- | ------- | ----- | ----- | ----- | ---- | - | -- | -- | -- | -- | -- | - | - | - | - | - | - | - |
| Empresa de sondagens | Data de amostragem   | Amostra | Abstenção | PS           | Duplimétrica                                 | 5–7 mar. 2024                                | 600                                          | CH     | IL    | B.E.  | PCP–PEV | PAN   | L     | O.    | V.   | - | 29 | 35 | 35 | 35 | 15 | 6 | 5 | 3 | 1 | 4 | 2 | 6 |
| Empresa de sondagens | Data de amostragem   | Amostra | Abstenção | Duplimétrica | 4–6 mar. 2024                                | 600                                          | -                                            | 29     | 35    | 35    | 35      | 14    | 6     | O.    | V.   | 5 | 3  | 1  | 4  | 3  | 6  |   |   |   |   |   |   |   |
| Consulmark2 | 1–6 mar. 2024        | 801     | -         | 27           | 29.8                                         | 29.8                                         | 29.8                                         | 18.2   | 6.4   | 5.2   | 2.5     | 1.2   | 4.6   | 5     | 2.8  |   |    |    |    |    |    |   |   |   |   |   |   |   |
| Duplimétrica | 3–5 mar. 2024        | 600     | -         | 28           | 35                                           | 35                                           | 35                                           | 15     | 6     | 5     | 4       | 1     | 4     | 2     | 7    |   |    |    |    |    |    |   |   |   |   |   |   |   |
| CESOP–UCP | 28 abr.–5 mar. 2024  | 2405    | -         | 28           | 34                                           | 34                                           | 34                                           | 16     | 6     | 5     | 5       | 1     | 3     | 2     | 6    |   |    |    |    |    |    |   |   |   |   |   |   |   |
| Intercampus | 28 abr.–4 mar. 2024  | 802     | -         | 25.1         | 31.5                                         | 31.5                                         | 31.5                                         | 16.8   | 8.4   | 5.9   | 2.3     | 4     | 4.6   | 1.5   | 6.4  |   |    |    |    |    |    |   |   |   |   |   |   |   |
| Duplimétrica | 2–4 mar. 2024        | 600     | -         | 27           | 36                                           | 36                                           | 36                                           | 16     | 5     | 6     | 3       | 1     | 4     | 2     | 9    |   |    |    |    |    |    |   |   |   |   |   |   |   |
| Duplimétrica | 1–3 mar. 2024        | 600     | -         | 26           | 35                                           | 35                                           | 35                                           | 17     | 5     | 6     | 3       | 1     | 3     | 4     | 9    |   |    |    |    |    |    |   |   |   |   |   |   |   |
| Duplimétrica | 29 fev.–2 mar. 2024  | 600     | -         | 26           | 35                                           | 35                                           | 35                                           | 17     | 4     | 6     | 4       | 1     | 4     | 3     | 9    |   |    |    |    |    |    |   |   |   |   |   |   |   |
| Duplimétrica | 28 fev.–1 mar. 2024  | 600     | -         | 27           | 34                                           | 34                                           | 34                                           | 18     | 5     | 5     | 3       | 1     | 3     | 4     | 7    |   |    |    |    |    |    |   |   |   |   |   |   |   |
| Duplimétrica | 27–29 fev. 2024      | 600     | -         | 27           | 34                                           | 34                                           | 34                                           | 17     | 5     | 5     | 2       | 1     | 4     | 5     | 7    |   |    |    |    |    |    |   |   |   |   |   |   |   |
| Duplimétrica | 26–28 fev. 2024      | 600     | -         | 26           | 32                                           | 32                                           | 32                                           | 18     | 6     | 6     | 2       | 2     | 4     | 4     | 6    |   |    |    |    |    |    |   |   |   |   |   |   |   |
| ICS/ISCTE | 17–25 fev. 2024      | 907     | -         | 30           | 31                                           | 31                                           | 31                                           | 17     | 4     | 5     | 3       | 2     | 2     | 6     | 1    |   |    |    |    |    |    |   |   |   |   |   |   |   |
| CESOP–UCP | 22–26 fev. 2024      | 1207    | -         | 27           | 33                                           | 33                                           | 33                                           | 17     | 6     | 5     | 3       | 2     | 4     | 3     | 6    |   |    |    |    |    |    |   |   |   |   |   |   |   |
| Duplimétrica | 25–27 fev. 2024      | 600     | -         | 27           | 33                                           | 33                                           | 33                                           | 17     | 6     | 5     | 2       | 2     | 5     | 4     | 6    |   |    |    |    |    |    |   |   |   |   |   |   |   |
| Aximage | 23–27 fev. 2024      | 809     | -         | 33.1         | 29.6                                         | 29.6                                         | 29.6                                         | 16.7   | 3.9   | 6.6   | 4       | 2     | 1.7   | 2.4   | 3.5  |   |    |    |    |    |    |   |   |   |   |   |   |   |
| Duplimétrica | 24–26 fev. 2024      | 600     | -         | 26           | 33                                           | 33                                           | 33                                           | 17     | 6     | 5     | 2       | 1     | 3     | 7     | 7    |   |    |    |    |    |    |   |   |   |   |   |   |   |
| Duplimétrica | 23–25 fev. 2024      | 600     | -         | 26           | 33                                           | 33                                           | 33                                           | 17     | 7     | 5     | 2       | 1     | 3     | 6     | 7    |   |    |    |    |    |    |   |   |   |   |   |   |   |
| 25 Fev 2024: Início da campanha eleitoral. |                      |         |           |              |                                              |                                              |                                              |        |       |       |         |       |       |       |      |   |    |    |    |    |    |   |   |   |   |   |   |   |
| Duplimétrica | 22–24 fev. 2024      | 600     | -         | 26           | 31                                           | 31                                           | 31                                           | 17     | 8     | 6     | 2       | 1     | 4     | 5     | 5    |   |    |    |    |    |    |   |   |   |   |   |   |   |
| Duplimétrica | 21–23 fev. 2024      | 600     | -         | 28           | 28                                           | 28                                           | 28                                           | 20     | 7     | 6     | 2       | 1     | 3     | 5     |      |   |    |    |    |    |    |   |   |   |   |   |   |   |
| CESOP–UCP | 19–21 fev. 2024      | 1284    | -         | 29           | 35                                           | 35                                           | 35                                           | 17     | 6     | 4     | 2       | 1     | 3     | 3     | 6    |   |    |    |    |    |    |   |   |   |   |   |   |   |
| Duplimétrica | 10–20 fev. 2024      | 800     | -         | 26           | 29                                           | 29                                           | 29                                           | 20     | 7     | 4     | 2       | 2     | 3     | 7     | 3    |   |    |    |    |    |    |   |   |   |   |   |   |   |
| Aximage | 8–13 fev. 2024       | 805     | -         | 33.1         | 27.7                                         | 27.7                                         | 27.7                                         | 16.4   | 4.9   | 6.3   | 2.3     | 3.3   | 2.8   | 3.2   | 5.4  |   |    |    |    |    |    |   |   |   |   |   |   |   |
| Consulmark2 | 6-12 fev. 2024       | 804     | -         | 27.4         | 30                                           | 30                                           | 30                                           | 18.1   | 5.5   | 4.2   | 2.6     | 1.1   | 2.9   | 8.1   | 2.6  |   |    |    |    |    |    |   |   |   |   |   |   |   |
| Intercampus | 6–10 fev. 2024       | 608     | -         | 25.6         | 27.7                                         | 27.7                                         | 27.7                                         | 18.8   | 7.5   | 6.2   | 3.1     | 3.7   | 3.1   | 4.3   | 2.1  |   |    |    |    |    |    |   |   |   |   |   |   |   |
| 5 fev. 2024: Início dos debates. |                      |         |           |              |                                              |                                              |                                              |        |       |       |         |       |       |       |      |   |    |    |    |    |    |   |   |   |   |   |   |   |
| 4 fev. 2024: Eleições legislativas regionais dos Açores: a coligação PSD/CDS/PPM vence com 42.1% dos votos.                                                   |                      |         |           |              |                                              |                                              |                                              |        |       |       |         |       |       |       |      |   |    |    |    |    |    |   |   |   |   |   |   |   |
| CESOP–UCP | 24 jan.–1 fev. 2024  | 1192    | -         | 28           | 32                                           | 32                                           | 32                                           | 19     | 6     | 5     | 2       | 1     | 3     | 4     | 4    |   |    |    |    |    |    |   |   |   |   |   |   |   |
| ICS/ISCTE | 16–25 jan. 2024      | 804     | -         | 29           | 27                                           | 27                                           | 27                                           | 21     | 5     | 5     | 3       | 1     | 1     | 8     | 2    |   |    |    |    |    |    |   |   |   |   |   |   |   |
| Aximage | 16–20 jan. 2024      | 801     | -         | 32.7         | 27.4                                         | 27.4                                         | 27.4                                         | 16.2   | 4.2   | 8.0   | 2.7     | 2.9   | 1.9   | 5.5   | 5.3  |   |    |    |    |    |    |   |   |   |   |   |   |   |
| Intercampus | 16–20 jan. 2024      | 637     | -         | 30.9         | 24.3                                         | 24.3                                         | 24.3                                         | 19.4   | 6.3   | 8.7   | 4.6     | 2.6   | 1.5   | 1.8   | 6.6  |   |    |    |    |    |    |   |   |   |   |   |   |   |
| Consulmark2 | 11–17 jan. 2024      | 801     | -         | 26.7         | 28.1                                         | 28.1                                         | 28.1                                         | 17.5   | 6.3   | 7.2   | 3.3     | 1.2   | 2.1   | 7.5   | 1.4  |   |    |    |    |    |    |   |   |   |   |   |   |   |
| 21 dez. 2023: Criação da coligação "Aliança Democrática" entre o PPD/PSD, o CDS–PP e o PPM.                                                                   |                      |         |           |              |                                              |                                              |                                              |        |       |       |         |       |       |       |      |   |    |    |    |    |    |   |   |   |   |   |   |   |
| Aximage | 18–23 dez. 2023      | 805     | -         | 34.1         | 24.8                                         | 1.2                                          | -                                            | 16.3   | 4.1   | 6.3   | 2.7     | 3.7   | 1.8   | 5.0   | 9.3  |   |    |    |    |    |    |   |   |   |   |   |   |   |
| Intercampus | 18–21 dez. 2023      | 611     | -         | 29.3         | 26.0                                         | 1.8                                          | -                                            | 13.4   | 7.6   | 10.1  | 2.7     | 3.5   | 3.3   | 2.3   | 3.3  |   |    |    |    |    |    |   |   |   |   |   |   |   |
| Consulmark2 | 17–20 dez. 2023      | 803     | -         | 24.1         | 37.6                                         | 37.6                                         | -                                            | 12.0   | 4.9   | 9.1   | 3.3     | 1.1   | 2.8   | 5.0   | 13.5 |   |    |    |    |    |    |   |   |   |   |   |   |   |
| Consulmark2 | 17–20 dez. 2023      | 803     | -         | 26.5         | 27.5                                         | 2.3                                          | -                                            | 15.2   | 5.8   | 7.7   | 2.8     | 0.8   | 2.3   | 9.1   | 1.0  |   |    |    |    |    |    |   |   |   |   |   |   |   |
| 16 dez. 2023: Pedro Nuno Santos é eleito secretário-geral do PS.                                                                                              |                      |         |           |              |                                              |                                              |                                              |        |       |       |         |       |       |       |      |   |    |    |    |    |    |   |   |   |   |   |   |   |
| Consulmark2 | 30 nov.–6 dez. 2023  | 575     | -         | 26.0         | 30.0                                         | 2.3                                          | -                                            | 17.2   | 6.7   | 4.4   | 2.1     | 1.4   | 2.3   | 7.6   | 4.0  |   |    |    |    |    |    |   |   |   |   |   |   |   |
| ICS/ISCTE | 18–27 nov. 2023      | 803     | -         | 29           | 26                                           | 1                                            | -                                            | 15     | 6     | 6     | 4       | 3     | 1     | 9     | 3    |   |    |    |    |    |    |   |   |   |   |   |   |   |
| ICS/ISCTE | 18–27 nov. 2023      | 803     | -         | 30           | 25                                           | 2                                            | -                                            | 15     | 6     | 5     | 3       | 2     | 3     | 9     | 5    |   |    |    |    |    |    |   |   |   |   |   |   |   |
| CESOP–UCP | 15–24 nov. 2023      | 1,102   | -         | 26           | 31                                           | 2                                            | -                                            | 16     | 9     | 6     | 3       | 2     | 2     | 3     | 5    |   |    |    |    |    |    |   |   |   |   |   |   |   |
| Aximage | 18–23 nov. 2023      | 802     | -         | 32.9         | 26.7                                         | 1.5                                          | -                                            | 16.2   | 5.0   | 6.9   | 3.2     | 2.9   | 2.0   | 2.7   | 6.2  |   |    |    |    |    |    |   |   |   |   |   |   |   |
| Intercampus | 14–17 nov. 2023      | 604     | -         | 25.5         | 23.6                                         | 2.0                                          | -                                            | 14.6   | 9.1   | 10.2  | 3.5     | 4.7   | 3.2   | 3.6   | 1.9  |   |    |    |    |    |    |   |   |   |   |   |   |   |
| Aximage | 10-13 nov. 2023      | 504     | -         | 26           | 25                                           | 1                                            | -                                            | 17     | 6     | 8     | 3       | 3     | 3     | 2     | 1    |   |    |    |    |    |    |   |   |   |   |   |   |   |
| 9 nov. 2023: Anúncio de eleições a 10 de março de 2024. |                      |         |           |              |                                              |                                              |                                              |        |       |       |         |       |       |       |      |   |    |    |    |    |    |   |   |   |   |   |   |   |
| Intercampus | 7–8 nov. 2023        | 602     | -         | 22.2         | 27.0                                         | 2.5                                          | -                                            | 16.1   | 8.7   | 9.8   | 4.0     | 2.8   | 3.3   | 3.6   | 4.8  |   |    |    |    |    |    |   |   |   |   |   |   |   |
| 7 nov. 2023: Demissão do primeiro-ministro António Costa motivada por suspeitas de corrupção.                                                                 |                      |         |           |              |                                              |                                              |                                              |        |       |       |         |       |       |       |      |   |    |    |    |    |    |   |   |   |   |   |   |   |
| Aximage | 18–24 out. 2023      | 805     | -         | 28.6         | 24.9                                         | 1.6                                          | -                                            | 14.6   | 6.7   | 7.1   | 3.8     | 4.8   | 2.9   | 5.0   | 3.7  |   |    |    |    |    |    |   |   |   |   |   |   |   |
| Intercampus | 18–23 out. 2023      | 604     | -         | 27.3         | 27.9                                         | 1.7                                          | -                                            | 12.7   | 9.0   | 7.3   | 4.4     | 3.5   | 1.5   | 4.7   | 0.6  |   |    |    |    |    |    |   |   |   |   |   |   |   |
| Aximage | 2–5 out. 2023        | 601     | -         | 29.3         | 25.6                                         | 2.6                                          | -                                            | 13.6   | 5.3   | 7.1   | 4.3     | 3.6   | 2.8   | 5.8   | 3.7  |   |    |    |    |    |    |   |   |   |   |   |   |   |
| Eleições legislativas regionais na Madeira: a coligação Somos Madeira (PPD/PSD.CDS–PP) vence com 43,1% dos votos, governando em acordo parlamentar com o PAN. |                      |         |           |              |                                              |                                              |                                              |        |       |       |         |       |       |       |      |   |    |    |    |    |    |   |   |   |   |   |   |   |
| ICS/ISCTE | 16–25 set. 2023      | 804     | -         | 31           | 25                                           | 2                                            | -                                            | 13     | 3     | 6     | 6       | 2     | 2     | 10    | 6    |   |    |    |    |    |    |   |   |   |   |   |   |   |
| Intercampus | 9–14 set. 2023       | 614     | -         | 30.0         | 28.6                                         | 0.8                                          | -                                            | 12.8   | 9.3   | 6.4   | 4.3     | 2.1   | 2.3   | 3.4   | 1.4  |   |    |    |    |    |    |   |   |   |   |   |   |   |
| Intercampus | 7–11 ago. 2023       | 607     | -         | 27.9         | 26.6                                         | 1.1                                          | -                                            | 13.4   | 8.3   | 8.0   | 3.7     | 3.4   | 2.8   | 4.8   | 1.3  |   |    |    |    |    |    |   |   |   |   |   |   |   |
| CESOP–UCP | 6–15 jul. 2023       | 1,006   | -         | 32           | 33                                           | 1                                            | -                                            | 10     | 7     | 7     | 4       | 1     | 2     | 3     | 1    |   |    |    |    |    |    |   |   |   |   |   |   |   |
| Aximage | 6–11 jul. 2023       | 800     | 67.9      | 28.8         | 27.7                                         | 1.1                                          | -                                            | 13.0   | 5.2   | 8.0   | 3.2     | 3.8   | 2.7   | 6.5   | 1.1  |   |    |    |    |    |    |   |   |   |   |   |   |   |
| Intercampus | 3–6 jul. 2023        | 623     | -         | 25.2         | 24.5                                         | 1.2                                          | -                                            | 13.6   | 9.8   | 9.5   | 4.6     | 4.8   | 2.5   | 4.3   | 0.7  |   |    |    |    |    |    |   |   |   |   |   |   |   |
| CESOP–UCP | 1–21 jun. 2023       | 2,042   | -         | 32           | 35                                           | 1                                            | -                                            | 9      | 6     | 6     | 3       | 1     | 1     | 6     | 3    |   |    |    |    |    |    |   |   |   |   |   |   |   |
| Intercampus | 25–31 mai. 2023      | 611     | -         | 24.5         | 26.3                                         | 2.4                                          | -                                            | 12.9   | 8.8   | 10.2  | 4.1     | 3.9   | 2.4   | 4.5   | 1.8  |   |    |    |    |    |    |   |   |   |   |   |   |   |
| Mariana Mortágua é eleita coordenadora do B.E. |                      |         |           |              |                                              |                                              |                                              |        |       |       |         |       |       |       |      |   |    |    |    |    |    |   |   |   |   |   |   |   |
| ICS/ISCTE | 13–28 mai. 2023      | 1,204   | -         | 31           | 30                                           | 1                                            | -                                            | 13     | 4     | 5     | 5       | 2     | 1     | 8     | 1    |   |    |    |    |    |    |   |   |   |   |   |   |   |
| Intercampus | 4–5 mai. 2023        | 606     | -         | 25.7         | 25.5                                         | 1.8                                          | -                                            | 14.7   | 8.4   | 9.6   | 4.2     | 2.4   | 2.3   | 5.4   | 0.2  |   |    |    |    |    |    |   |   |   |   |   |   |   |
| Aximage | 10–14 abr. 2023      | 805     | 70.2      | 28.3         | 28.6                                         | 1.3                                          | -                                            | 12.1   | 6.1   | 6.3   | 3.5     | 4.5   | 2.7   | 6.6   | 0.3  |   |    |    |    |    |    |   |   |   |   |   |   |   |
| Intercampus | 6–12 abr. 2023       | 610     | -         | 28.1         | 26.9                                         | 1.6                                          | -                                            | 14.7   | 8.2   | 7.8   | 4.8     | 2.6   | 1.2   | 4.1   | 1.2  |   |    |    |    |    |    |   |   |   |   |   |   |   |
| ICS/ISCTE | 11–20 mar. 2023      | 807     | -         | 30           | 30                                           | 2                                            | -                                            | 13     | 4     | 5     | 5       | 2     | 1     | 8     |      |   |    |    |    |    |    |   |   |   |   |   |   |   |
| Intercampus | 9–15 mar. 2023       | 613     | -         | 28.4         | 27.3                                         | 1.5                                          | -                                            | 15.2   | 7.9   | 7.2   | 3.6     | 1.7   | 2.7   | 4.5   | 1.1  |   |    |    |    |    |    |   |   |   |   |   |   |   |
| CESOP–UCP | 9–17 fev. 2023       | 1,002   | -         | 32           | 31                                           | 1                                            | -                                            | 11     | 8     | 7     | 4       | 2     | 2     | 2     | 1    |   |    |    |    |    |    |   |   |   |   |   |   |   |
| Intercampus | 3–10 fev. 2023       | 602     | -         | 28.4         | 27.6                                         | 1.1                                          | -                                            | 14.1   | 9.0   | 5.8   | 4.7     | 2.9   | 1.6   | 4.8   | 0.8  |   |    |    |    |    |    |   |   |   |   |   |   |   |
| Rui Rocha é eleito presidente da Iniciativa Liberal. |                      |         |           |              |                                              |                                              |                                              |        |       |       |         |       |       |       |      |   |    |    |    |    |    |   |   |   |   |   |   |   |
| Pitagórica | 11–17 jan. 2023      | 828     | -         | 26.9         | 30.6                                         | 0.0                                          | -                                            | 14.2   | 8.0   | 5.6   | 2.2     | 0.9   | 1.9   | 9.7   | 3.7  |   |    |    |    |    |    |   |   |   |   |   |   |   |
| Aximage | 10–14 jan. 2023      | 805     | 65.1      | 27.1         | 25.1                                         | 1.4                                          | -                                            | 12.9   | 9.5   | 6.6   | 4.8     | 3.1   | 3.4   | 6.1   | 2.0  |   |    |    |    |    |    |   |   |   |   |   |   |   |
| Intercampus | 6–11 jan. 2023       | 605     | -         | 31.1         | 29.5                                         | 0.7                                          | -                                            | 10.7   | 7.6   | 7.5   | 3.7     | 3.7   | 2.4   | 3.3   | 1.6  |   |    |    |    |    |    |   |   |   |   |   |   |   |
| Pitagórica | 9–15 dez. 2022       | 828     | -         | 35.9         | 30.4                                         | 0.7                                          | -                                            | 9.1    | 5.2   | 3.4   | 4.3     | 0.6   | 2.2   | 8.2   | 5.5  |   |    |    |    |    |    |   |   |   |   |   |   |   |
| ICS/ISCTE | 3–15 dez. 2022       | 809     | -         | 37           | 29                                           | 0                                            | -                                            | 9      | 2     | 7     | 5       | 3     | 0     | 8     | 8    |   |    |    |    |    |    |   |   |   |   |   |   |   |
| Intercampus | 12–14 dez. 2022      | 663     | -         | 30.9         | 25.3                                         | 2.2                                          | -                                            | 11.0   | 8.6   | 8.6   | 4.4     | 3.6   | 1.9   | 3.5   | 5.6  |   |    |    |    |    |    |   |   |   |   |   |   |   |
| Intercampus | 15–20 nov. 2022      | 605     | -         | 28.8         | 26.2                                         | 1.6                                          | -                                            | 13.6   | 8.0   | 7.3   | 6.4     | 2.7   | 2.7   | 2.7   | 2.6  |   |    |    |    |    |    |   |   |   |   |   |   |   |
| Pitagórica | 11–17 nov. 2022      | 828     | -         | 35.1         | 30.4                                         | 1.3                                          | -                                            | 8.2    | 6.1   | 3.8   | 5.1     | 1.2   | 2.0   | 6.8   | 4.7  |   |    |    |    |    |    |   |   |   |   |   |   |   |
| Paulo Raimundo é escolhido como o novo secretário-geral do PCP.                                                                                               |                      |         |           |              |                                              |                                              |                                              |        |       |       |         |       |       |       |      |   |    |    |    |    |    |   |   |   |   |   |   |   |
| Intercampus | 17–22 out. 2022      | 607     | -         | 33.2         | 29.1                                         | 0.7                                          | -                                            | 10.8   | 8.6   | 7.1   | 3.0     | 2.1   | 2.6   | 2.8   | 4.1  |   |    |    |    |    |    |   |   |   |   |   |   |   |
| Pitagórica | 11–17 out. 2022      | 828     | -         | 36.2         | 30.0                                         | 1.6                                          | -                                            | 9.3    | 7.9   | 3.9   | 3.8     | 1.2   | 1.0   | 5.1   | 6.2  |   |    |    |    |    |    |   |   |   |   |   |   |   |
| Aximage | 21–24 set. 2022      | 810     | 59.2      | 34.5         | 30.9                                         | 1.9                                          | -                                            | 8.9    | 6.7   | 3.8   | 3.2     | 3.0   | 2.1   | 5.0   | 3.6  |   |    |    |    |    |    |   |   |   |   |   |   |   |
| ICS/ISCTE | 10–18 set. 2022      | 807     | -         | 37           | 28                                           | 0                                            | -                                            | 11     | 3     | 4     | 4       | 3     | 0     | 10    | 9    |   |    |    |    |    |    |   |   |   |   |   |   |   |
| Intercampus | 9–15 set. 2022       | 606     | -         | 35.5         | 28.7                                         | 1.3                                          | -                                            | 10.7   | 6.0   | 6.0   | 3.4     | 2.9   | 2.1   | 3.4   | 6.8  |   |    |    |    |    |    |   |   |   |   |   |   |   |
| Intercampus | 3–10 ago. 2022       | 605     | -         | 38.5         | 26.5                                         | 0.8                                          | -                                            | 9.8    | 8.3   | 5.8   | 2.6     | 1.5   | 2.2   | 4.0   | 12.0 |   |    |    |    |    |    |   |   |   |   |   |   |   |
| Pitagórica | 28 jul.–10 ago. 2022 | 828     | -         | 36.7         | 27.6                                         | 2.5                                          | -                                            | 9.5    | 8.5   | 4.4   | 4.2     | 1.5   | 1.5   | 3.6   | 9.1  |   |    |    |    |    |    |   |   |   |   |   |   |   |
| CESOP–UCP | 11–15 jul. 2022      | 885     | -         | 38           | 30                                           | 1                                            | -                                            | 9      | 6     | 5     | 5       | 1     | 2     | 3     | 8    |   |    |    |    |    |    |   |   |   |   |   |   |   |
| Intercampus | 6–11 jul. 2022       | 605     | -         | 39.8         | 22.5                                         | 2.3                                          | -                                            | 9.4    | 9.6   | 6.1   | 3.2     | 2.5   | 1.9   | 2.7   | 17.3 |   |    |    |    |    |    |   |   |   |   |   |   |   |
| Aximage | 5–10 jul. 2022       | 810     | 57.2      | 35.8         | 30.1                                         | 1.4                                          | -                                            | 10.2   | 6.1   | 5.6   | 3.3     | 1.9   | 2.0   | 3.6   | 5.7  |   |    |    |    |    |    |   |   |   |   |   |   |   |
| Pitagórica | 21 jun.–4 jul. 2022  | 828     | -         | 38.9         | 24.9                                         | 1.8                                          | -                                            | 8.3    | 8.6   | 5.3   | 3.9     | 1.2   | 1.8   | 5.3   | 14.0 |   |    |    |    |    |    |   |   |   |   |   |   |   |
| Intercampus | 8–14 jun. 2022       | 611     | -         | 38.8         | 24.6                                         | 3.0                                          | -                                            | 9.3    | 7.8   | 5.9   | 3.6     | 3.0   | 1.4   | 2.6   | 14.2 |   |    |    |    |    |    |   |   |   |   |   |   |   |
| Luís Montenegro é eleito presidente do PPD/PSD. |                      |         |           |              |                                              |                                              |                                              |        |       |       |         |       |       |       |      |   |    |    |    |    |    |   |   |   |   |   |   |   |
| Intercampus | 7–15 mai. 2022       | 611     | -         | 39.5         | 21.2                                         | 3.3                                          | -                                            | 8.8    | 7.8   | 5.9   | 4.1     | 4.1   | 2.1   | 3.2   | 18.3 |   |    |    |    |    |    |   |   |   |   |   |   |   |
| Aximage | 12–18 abr. 2022      | 807     | -         | 40.7         | 25.2                                         | 2.2                                          | -                                            | 7.8    | 7.9   | 4.0   | 4.1     | 1.5   | 1.5   | 5.1   | 15.5 |   |    |    |    |    |    |   |   |   |   |   |   |   |
| Pitagórica | 7–24 abr. 2022       | 625     | -         | 41.5         | 21.6                                         | 2.0                                          | -                                            | 5.7    | 10.0  | 5.1   | 4.3     | 1.4   | 2.4   | 6.0   | 19.9 |   |    |    |    |    |    |   |   |   |   |   |   |   |
| Pitagórica | 7–24 abr. 2022       | 625     | -         | 42.3         | 19.9                                         | 1.7                                          | -                                            | 6.4    | 10.3  | 5.1   | 4.5     | 1.1   | 2.4   | 6.3   | 22.4 |   |    |    |    |    |    |   |   |   |   |   |   |   |
| Nuno Melo é eleito presidente do CDS–PP. |                      |         |           |              |                                              |                                              |                                              |        |       |       |         |       |       |       |      |   |    |    |    |    |    |   |   |   |   |   |   |   |
| Pitagórica | 15–20 fev. 2022      | 600     | -         | 37.1         | 31.7                                         | 1.4                                          | -                                            | 5.6    | 7.3   | 4.5   | 4.3     | 1.3   | 2.7   | 4.1   | 5.4  |   |    |    |    |    |    |   |   |   |   |   |   |   |
| Pitagórica | 15–20 fev. 2022      | 600     | -         | 36.5         | 30.6                                         | 5.3                                          | -                                            | 4.2    | 7.2   | 4.4   | 4.4     | 1.3   | 2.5   | 3.6   | 5.9  |   |    |    |    |    |    |   |   |   |   |   |   |   |
| |                      |         |           |              |                                              |                                              |                                              |        |       |       |         |       |       |       |      |   |    |    |    |    |    |   |   |   |   |   |   |   |
| Legislativas 2022 | 30 jan. 2022         | —       | 51.5      | 41.4 120     | 29.1 77                                      | 1.6 0                                        | 0.0 0                                        | 7.2 12 | 4.9 8 | 4.4 5 | 4.3 6   | 1.6 1 | 1.3 1 | 4.3 0 | 12.3 |   |    |    |    |    |    |   |   |   |   |   |   |   |
| |                      |         |           |              |                                              |                                              |                                              |        |       |       |         |       |       |       |      |   |    |    |    |    |    |   |   |   |   |   |   |   |

## Afluência
| Horário | Eleitores      | Eleitores      | Eleitores |
| Horário | 2022           | 2024           | +/-       |
| ------- | -------------- | -------------- | --------- |
| 12:00   | 23,27 / 100,00 | 25,21 / 100,00 | 1,94      |
| 16:00   | 45,66 / 100,00 | 51,96 / 100,00 | 6,30      |
| Fonte   | [ 69 ]         | [ 69 ]         | [ 69 ]    |

## Resultados oficiais
| Partido                     | Partido                                         | Partido                                         | Votos          | %               | +/-      | Deputados | +/-     |
| --------------------------- | ----------------------------------------------- | ----------------------------------------------- | -------------- | --------------- | -------- | --------- | ------- |
|                             |                                                 | Aliança Democrática                             | 1 814 002      | 29,28 / 100,00  | 1,76     | 77 / 230  | 3       |
|                             | Madeira Primeiro                                | 52 989                                          | 0,86 / 100,00  | 0,09            | 3 / 230  | Estável   |         |
|                             | Partido Popular Monárquico                      | 451                                             | 0,01 / 100,00  | 0,01            | 0 / 226  | Estável   |         |
| Aliança Democrática (Total) | Aliança Democrática (Total)                     | 1 867 442                                       | 30,15 / 100,00 | 1,83            | 80 / 230 | 3         |         |
|                             | Partido Socialista                              | Partido Socialista                              | 1 812 443      | 29,26 / 100,00  | 13,24    | 78 / 230  | 42      |
|                             | Chega                                           | Chega                                           | 1 169 781      | 18,88 / 100,00  | 11,50    | 50 / 230  | 38      |
|                             | Iniciativa Liberal                              | Iniciativa Liberal                              | 319 877        | 5,16 / 100,00   | 0,03     | 8 / 230   | Estável |
|                             | Bloco de Esquerda                               | Bloco de Esquerda                               | 282 314        | 4,56 / 100,00   | 0,04     | 5 / 230   | Estável |
|                             | CDU – Coligação Democrática Unitária            | CDU – Coligação Democrática Unitária            | 205 551        | 3,32 / 100,00   | 1,13     | 4 / 230   | 2       |
|                             | Livre                                           | Livre                                           | 204 875        | 3,31 / 100,00   | 1,88     | 4 / 230   | 3       |
|                             | Pessoas–Animais–Natureza                        | Pessoas–Animais–Natureza                        | 126 125        | 2,04 / 100,00   | 0,37     | 1 / 230   | Estável |
|                             | Alternativa Democrática Nacional                | Alternativa Democrática Nacional                | 102 134        | 1,65 / 100,00   | 1,38     | 0 / 230   | Estável |
|                             | Reagir Incluir Reciclar                         | Reagir Incluir Reciclar                         | 26 121         | 0,40 / 100,00   | 0,02     | 0 / 230   | Estável |
|                             | Juntos pelo Povo                                | Juntos pelo Povo                                | 19 133         | 0,30 / 100,00   | 0,10     | 0 / 230   | Estável |
|                             | Nova Direita                                    | Nova Direita                                    | 16 442         | 0,25 / 100,00   | Novo     | 0 / 230   | Novo    |
|                             | Partido Comunista dos Trabalhadores Portugueses | Partido Comunista dos Trabalhadores Portugueses | 15 499         | 0,24 / 100,00   | 0,04     | 0 / 230   | Estável |
|                             | Volt Portugal                                   | Volt Portugal                                   | 11 858         | 0,18 / 100,00   | 0,08     | 0 / 230   | Estável |
|                             | Ergue-te                                        | Ergue-te                                        | 6 034          | 0,09 / 100,00   | Estável  | 0 / 230   | Estável |
|                             | Alternativa 21                                  | Alternativa 21                                  | 4 267          | 0,07 / 100,00   | 0,11     | 0 / 230   | Estável |
|                             | Partido Trabalhista Português                   | Partido Trabalhista Português                   | 2 443          | 0,04 / 100,00   | 0,02     | 0 / 230   | Estável |
|                             | Nós, Cidadãos!                                  | Nós, Cidadãos!                                  | 2 396          | 0,04 / 100,00   | 0,02     | 0 / 230   | Estável |
| Votos inválidos             | Votos inválidos                                 | Votos inválidos                                 | 282 243        | 4,36 / 100,00   | 1,69     |           |         |
| Total                       | Total                                           | Total                                           | 6 476 952      | 100,00 / 100,00 |          | 230 / 230 |         |
| Eleitorado/Participação     | Eleitorado/Participação                         | Eleitorado/Participação                         | 10 813 643     | 59,90 / 100,00  | 8,44     |           |         |
| Fonte                       | Fonte                                           | Fonte                                           | [ 70 ]         | [ 70 ]          | [ 70 ]   | [ 70 ]    | [ 70 ]  |

1. ↑  Coligação ad hoc entre PPD/PSD (78 deputados), CDS–PP (2 deputados) e PPM (0 deputados).
2. ↑  PPD/PSD e CDS–PP concorreram sem o PPM na coligação Madeira Primeiro no círculo eleitoral da Madeira.
3. ↑  PPM concorreu sozinho no círculo eleitoral da Madeira.
4. ↑  Coligação permanente entre PCP (4 deputados) e PEV (0 deputados).
5. ↑  Coligação ad hoc entre MPT (0 deputados) e A (0 deputados).

Nas eleições legislativas mais disputadas da história portuguesa, a Aliança Democrática (AD), coligação entre o Partido Social Democrata (PPD/PSD), o CDS – Partido Popular (CDS–PP) e o Partido Popular Monárquico (PPM), venceu por pouco, reunindo 30,1 por cento dos votos e conquistando oitenta assentos. A AD conquistou todos os distritos da Região Norte e recuperou o seu apoio em redutos como os distritos de Leiria e Viseu. Durante o dia das eleições, a AD emitiu um aviso de que muitos eleitores estariam a votar na Alternativa Democrática Nacional (ADN) devido à confusão em torno do nome semelhante e da abreviatura nos boletins de voto. Na noite eleitoral, o ADN obteve mais de 100 mil votos e muitos consideraram que esta confusão entre os nomes poderia ter “roubado” assentos à AD.
O Partido Socialista (PS) obteve 29,3 por cento dos votos e 77 assentos no parlamento. No entanto, apesar da estreita margem entre a AD os socialista, o PS caiu mais de treze pontos percentuais e mais de quarenta assentos em comparação com as eleições de 2022. Na noite eleitoral, o secretário-geral Pedro Nuno Santos admitiu a derrota e disse que o PS faria parte da oposição.
O Chega (CH) obteve grandes ganhos, obtendo 18,9 por cento dos votos e recebendo mais de 1,1 milhão de votos. O partido também conquistou cinquenta assentos e foi o mais votado no distrito de Faro e no círculo eleitoral da Europa, sendo a primeira vez desde as eleições legislativas de 1991 que um terceiro partido ganhou um distrito.

## Resultados por círculo eleitoral
A seguinte tabela contém os resultados obtidos pelos partidos ou coligações que tiveram pelo menos 1% dos votos expressos a nível nacional.
|                   | %                  | D                  | %     | D  | %     | D  | %    | D  | %    | D    | %       | D       | %    | D | %    | D   | %    | D   | %               | D         |  |
| Círculo eleitoral | PPD/PSD.CDS–PP.PPM | PPD/PSD.CDS–PP.PPM | PS    | PS | CH    | CH | IL   | IL | B.E. | B.E. | PCP–PEV | PCP–PEV | L    | L | PAN  | PAN | ADN  | ADN | Total deputados | Votantes  |  |
| ----------------- | ------------------ | ------------------ | ----- | -- | ----- | -- | ---- | -- | ---- | ---- | ------- | ------- | ---- | - | ---- | --- | ---- | --- | --------------- | --------- |  |
| Círculo eleitoral |                    |                    |       |    |       |    |      |    |      |      |         |         |      |   |      |     |      |     |                 |           |  |
| Açores            | 39,84              | 2                  | 29,18 | 2  | 15,76 | 1  | 2,71 | -  | 3,41 | -    | 1,09    | -       | 1,71 | - | 1,56 | -   | 0,78 | -   | 5               | 106 273   |  |
| Aveiro            | 35,13              | 7                  | 27,69 | 5  | 17,25 | 3  | 5,11 | 1  | 4,10 | -    | 1,38    | -       | 2,24 | - | 1,72 | -   | 1,36 | -   | 16              | 423 771   |  |
| Beja              | 16,74              | 1                  | 31,70 | 1  | 21,55 | 1  | 2,22 | -  | 4,41 | -    | 15,03   | -       | 1,78 | - | 1,22 | -   | 1,12 | -   | 3               | 76 994    |  |
| Braga             | 33,16              | 8                  | 28,24 | 6  | 16,86 | 4  | 6,10 | 1  | 3,84 | -    | 1,82    | -       | 2,32 | - | 1,43 | -   | 1,79 | -   | 19              | 556 367   |  |
| Bragança          | 40,01              | 2                  | 29,64 | 1  | 18,19 | -  | 1,71 | -  | 1,93 | -    | 1,06    | -       | 1,00 | - | 0,82 | -   | 2,18 | -   | 3               | 72 673    |  |
| Castelo Branco    | 28,45              | 1                  | 34,22 | 2  | 19,52 | 1  | 2,73 | -  | 4,11 | -    | 2,19    | -       | 2,01 | - | 1,32 | -   | 1,38 | -   | 4               | 108 268   |  |
| Coimbra           | 30,58              | 3                  | 32,67 | 4  | 15,46 | 2  | 3,96 | -  | 5,10 | -    | 2,82    | -       | 2,84 | - | 1,58 | -   | 1,00 | -   | 9               | 242 067   |  |
| Évora             | 22,43              | 1                  | 32,79 | 1  | 19,96 | 1  | 2,49 | -  | 4,27 | -    | 10,93   | -       | 1,98 | - | 1,11 | -   | 0,94 | -   | 3               | 89 387    |  |
| Faro              | 22,39              | 3                  | 25,46 | 3  | 27,19 | 3  | 4,56 | -  | 5,75 | -    | 3,18    | -       | 2,75 | - | 2,58 | -   | 2,09 | -   | 9               | 236 193   |  |
| Guarda            | 34,12              | 1                  | 31,88 | 1  | 18,59 | 1  | 2,25 | -  | 2,70 | -    | 1,57    | -       | 1,35 | - | 0,96 | -   | 2,56 | -   | 3               | 85 103    |  |
| Leiria            | 35,21              | 5                  | 22,50 | 3  | 19,66 | 2  | 5,65 | -  | 4,29 | -    | 2,41    | -       | 2,63 | - | 1,70 | -   | 1,67 | -   | 10              | 273 515   |  |
| Lisboa            | 27,04              | 14                 | 27,73 | 15 | 17,02 | 9  | 6,58 | 3  | 4,96 | 2    | 3,73    | 2       | 5,47 | 2 | 2,49 | 1   | 1,45 | -   | 48              | 1 319 139 |  |
| Madeira           | 35,38              | 3                  | 19,84 | 2  | 17,56 | 1  | 3,89 | -  | 2,94 | -    | 1,62    | -       | 1,24 | - | 2,09 | -   | 1,57 | -   | 6               | 149 783   |  |
| Portalegre        | 23,30              | -                  | 34,05 | 1  | 24,59 | 1  | 1,89 | -  | 3,12 | -    | 5,94    | -       | 1,44 | - | 0,83 | -   | 1,04 | -   | 2               | 60 662    |  |
| Porto             | 30,42              | 14                 | 30,33 | 13 | 15,33 | 7  | 5,75 | 2  | 4,66 | 2    | 2,36    | 1       | 3,35 | 1 | 2,10 | -   | 1,76 | -   | 40              | 1 114 868 |  |
| Santarém          | 27,28              | 3                  | 27,85 | 3  | 23,32 | 3  | 3,78 | -  | 4,46 | -    | 4,12    | -       | 2,46 | - | 1,56 | -   | 1,40 | -   | 9               | 251 064   |  |
| Setúbal           | 17,17              | 4                  | 31,27 | 7  | 20,31 | 4  | 5,36 | 1  | 6,00 | 1    | 7,73    | 1       | 4,29 | 1 | 2,56 | -   | 1,52 | -   | 19              | 502 587   |  |
| Viana do Castelo  | 34,72              | 2                  | 28,15 | 2  | 18,64 | 1  | 3,57 | -  | 3,45 | -    | 2,17    | -       | 1,97 | - | 1,44 | -   | 1,58 | -   | 5               | 142 913   |  |
| Vila Real         | 39,33              | 2                  | 29,60 | 2  | 17,11 | 1  | 2,03 | -  | 2,45 | -    | 1,37    | -       | 1,36 | - | 0,91 | -   | 2,53 | -   | 5               | 117 056   |  |
| Viseu             | 36,36              | 3                  | 27,45 | 3  | 19,45 | 2  | 2,81 | -  | 2,76 | -    | 1,37    | -       | 1,69 | - | 1,21 | -   | 3,13 | -   | 8               | 211 586   |  |
| Europa            | 14,21              | -                  | 16,22 | 1  | 18,31 | 1  | 2,44 | -  | 2,74 | -    | 1,01    | -       | 1,74 | - | 2,20 | -   | 0,41 | -   | 2               | 234 654   |  |
| Fora da Europa    | 22,90              | 1                  | 14,58 | -  | 18,27 | 1  | 1,92 | -  | 1,87 | -    | 0,76    | -       | 0,70 | - | 2,36 | -   | 1,14 | -   | 2               | 98 866    |  |
| Portugal          | 28,84              | 80                 | 28,00 | 78 | 18,07 | 50 | 4,94 | 8  | 4,36 | 5    | 3,17    | 4       | 3,16 | 4 | 1,95 | 1   | 1,58 | -   | 230             | 6 473 789 |  |

### Açores
| Partido                 | Partido                              | Votos   | %               | +/-   | Deputados | +/-     |
| ----------------------- | ------------------------------------ | ------- | --------------- | ----- | --------- | ------- |
|                         | Aliança Democrática                  | 42 343  | 39,84 / 100,00  | 5,92  | 2 / 5     | Estável |
|                         | Partido Socialista                   | 31 015  | 29,18 / 100,00  | 13,66 | 2 / 5     | 1       |
|                         | Chega                                | 16 744  | 15,76 / 100,00  | 9,83  | 1 / 5     | 1       |
|                         | Bloco de Esquerda                    | 3 622   | 3,41 / 100,00   | 0,86  | 0 / 5     | Estável |
|                         | Iniciativa Liberal                   | 2 882   | 2,71 / 100,00   | 1,40  | 0 / 5     | Estável |
|                         | Livre                                | 1 816   | 1,71 / 100,00   | 0,79  | 0 / 5     | Estável |
|                         | Pessoas–Animais–Natureza             | 1 654   | 1,56 / 100,00   | 0,19  | 0 / 5     | Estável |
|                         | CDU – Coligação Democrática Unitária | 1 160   | 1,09 / 100,00   | 0,40  | 0 / 5     | Estável |
|                         | Outros                               | 1 346   | 1,27 / 100,00   |       | 0 / 5     |         |
| Votos inválidos         | Votos inválidos                      | 3 691   | 3,48 / 100,00   | 0,05  |           |         |
| Total                   | Total                                | 106 273 | 100,00 / 100,00 |       | 5 / 5     |         |
| Eleitorado/Participação | Eleitorado/Participação              | 230 082 | 46,19 / 100,00  | 9,48  |           |         |

### Aveiro
| Partido                 | Partido                              | Votos   | %               | +/-   | Deputados | +/-     |
| ----------------------- | ------------------------------------ | ------- | --------------- | ----- | --------- | ------- |
|                         | Aliança Democrática                  | 148 861 | 35,13 / 100,00  | 3,01  | 7 / 16    | Estável |
|                         | Partido Socialista                   | 117 348 | 27,69 / 100,00  | 11,83 | 5 / 16    | 3       |
|                         | Chega                                | 73 110  | 17,25 / 100,00  | 11,61 | 3 / 16    | 2       |
|                         | Iniciativa Liberal                   | 21 671  | 5,11 / 100,00   | 0,64  | 1 / 16    | 1       |
|                         | Bloco de Esquerda                    | 17 358  | 4,10 / 100,00   | 0,48  | 0 / 16    | Estável |
|                         | Livre                                | 9 510   | 2,24 / 100,00   | 1,45  | 0 / 16    | Estável |
|                         | Pessoas–Animais–Natureza             | 7 300   | 1,72 / 100,00   | 0,46  | 0 / 16    | Estável |
|                         | CDU – Coligação Democrática Unitária | 5 850   | 1,38 / 100,00   | 0,42  | 0 / 16    | Estável |
|                         | Alternativa Democrática Nacional     | 5 753   | 1,36 / 100,00   | 1,17  | 0 / 16    | Estável |
|                         | Outros                               | 5 402   | 1,28 / 100,00   |       | 0 / 16    |         |
| Votos inválidos         | Votos inválidos                      | 11 608  | 2,74 / 100,00   | 0,47  |           |         |
| Total                   | Total                                | 423 771 | 100,00 / 100,00 |       | 16 / 16   |         |
| Eleitorado/Participação | Eleitorado/Participação              | 642 086 | 66,00 / 100,00  | 9,22  |           |         |

### Beja
| Partido                 | Partido                              | Votos   | %               | +/-   | Deputados | +/-     |
| ----------------------- | ------------------------------------ | ------- | --------------- | ----- | --------- | ------- |
|                         | Partido Socialista                   | 24 408  | 31,70 / 100,00  | 12,03 | 1 / 3     | 1       |
|                         | Chega                                | 16 595  | 21,55 / 100,00  | 10,28 | 1 / 3     | 1       |
|                         | Aliança Democrática                  | 12 890  | 16,74 / 100,00  | 0,04  | 1 / 3     | 1       |
|                         | CDU – Coligação Democrática Unitária | 11 570  | 15,03 / 100,00  | 3,39  | 0 / 3     | 1       |
|                         | Bloco de Esquerda                    | 3 393   | 4,41 / 100,00   | 0,69  | 0 / 3     | Estável |
|                         | Iniciativa Liberal                   | 1 708   | 2,22 / 100,00   | 0,16  | 0 / 3     | Estável |
|                         | Livre                                | 1 369   | 1,78 / 100,00   | 1,05  | 0 / 3     | Estável |
|                         | Pessoas–Animais–Natureza             | 943     | 1,22 / 100,00   | 0,34  | 0 / 3     | Estável |
|                         | Alternativa Democrática Nacional     | 861     | 1,12 / 100,00   | -     | 0 / 3     | -       |
|                         | Outros                               | 1 153   | 1,50 / 100,00   |       | 0 / 3     |         |
| Votos inválidos         | Votos inválidos                      | 2 104   | 2,73 / 100,00   | 0,64  |           |         |
| Total                   | Total                                | 76 994  | 100,00 / 100,00 |       | 3 / 3     |         |
| Eleitorado/Participação | Eleitorado/Participação              | 119 102 | 64,65 / 100,00  | 8,79  |           |         |

### Braga
| Partido                 | Partido                              | Votos   | %               | +/-   | Deputados | +/-     |
| ----------------------- | ------------------------------------ | ------- | --------------- | ----- | --------- | ------- |
|                         | Aliança Democrática                  | 184 468 | 33,16 / 100,00  | 3,28  | 8 / 19    | Estável |
|                         | Partido Socialista                   | 157 099 | 28,24 / 100,00  | 13,78 | 6 / 19    | 3       |
|                         | Chega                                | 93 826  | 16,86 / 100,00  | 11,05 | 4 / 19    | 3       |
|                         | Iniciativa Liberal                   | 33 930  | 6,10 / 100,00   | 1,77  | 1 / 19    | Estável |
|                         | Bloco de Esquerda                    | 21 388  | 3,84 / 100,00   | 0,09  | 0 / 19    | Estável |
|                         | Livre                                | 12 926  | 2,32 / 100,00   | 1,53  | 0 / 19    | Estável |
|                         | CDU – Coligação Democrática Unitária | 10 136  | 1,82 / 100,00   | 0,81  | 0 / 19    | Estável |
|                         | Alternativa Democrática Nacional     | 9 964   | 1,79 / 100,00   | -     | 0 / 19    | -       |
|                         | Pessoas–Animais–Natureza             | 7 935   | 1,43 / 100,00   | 0,24  | 0 / 19    | Estável |
|                         | Outros                               | 9 830   | 1,77 / 100,00   |       | 0 / 19    |         |
| Votos inválidos         | Votos inválidos                      | 14 865  | 2,67 / 100,00   | 0,63  |           |         |
| Total                   | Total                                | 556 367 | 100,00 / 100,00 |       | 19 / 19   |         |
| Eleitorado/Participação | Eleitorado/Participação              | 780 163 | 71,31 / 100,00  | 7,62  |           |         |

### Bragança
| Partido                 | Partido                              | Votos   | %               | +/-   | Deputados | +/-     |
| ----------------------- | ------------------------------------ | ------- | --------------- | ----- | --------- | ------- |
|                         | Aliança Democrática                  | 29 077  | 40,01 / 100,00  | 2,35  | 2 / 3     | 1       |
|                         | Partido Socialista                   | 21 538  | 29,64 / 100,00  | 10,66 | 1 / 3     | 1       |
|                         | Chega                                | 13 216  | 18,19 / 100,00  | 9,64  | 0 / 3     | Estável |
|                         | Alternativa Democrática Nacional     | 1 587   | 2,18 / 100,00   | -     | 0 / 3     | -       |
|                         | Bloco de Esquerda                    | 1 404   | 1,93 / 100,00   | 0,16  | 0 / 3     | Estável |
|                         | Iniciativa Liberal                   | 1 245   | 1,71 / 100,00   | 0,11  | 0 / 3     | Estável |
|                         | CDU – Coligação Democrática Unitária | 773     | 1,06 / 100,00   | 0,30  | 0 / 3     | Estável |
|                         | Livre                                | 727     | 1,00 / 100,00   | 0,65  | 0 / 3     | Estável |
|                         | Outros                               | 1 244   | 1,70 / 100,00   |       | 0 / 3     |         |
| Votos inválidos         | Votos inválidos                      | 1 862   | 2,56 / 100,00   | 0,46  |           |         |
| Total                   | Total                                | 72 673  | 100,00 / 100,00 |       | 3 / 3     |         |
| Eleitorado/Participação | Eleitorado/Participação              | 134 213 | 54,15 / 100,00  | 6,36  |           |         |

### Castelo Branco
| Partido                 | Partido                              | Votos   | %               | +/-   | Deputados | +/-     |
| ----------------------- | ------------------------------------ | ------- | --------------- | ----- | --------- | ------- |
|                         | Partido Socialista                   | 37 052  | 34,22 / 100,00  | 13,43 | 2 / 4     | 1       |
|                         | Aliança Democrática                  | 30 803  | 28,45 / 100,00  | 0,51  | 1 / 4     | Estável |
|                         | Chega                                | 21 131  | 19,52 / 100,00  | 11,21 | 1 / 4     | 1       |
|                         | Bloco de Esquerda                    | 4 451   | 4,11 / 100,00   | 0,14  | 0 / 4     | Estável |
|                         | Iniciativa Liberal                   | 2 959   | 2,73 / 100,00   | 0,18  | 0 / 4     | Estável |
|                         | CDU – Coligação Democrática Unitária | 2 372   | 2,19 / 100,00   | 0,72  | 0 / 4     | Estável |
|                         | Livre                                | 2 171   | 2,01 / 100,00   | 1,20  | 0 / 4     | Estável |
|                         | Alternativa Democrática Nacional     | 1 491   | 1,38 / 100,00   | 1,19  | 0 / 4     | Estável |
|                         | Pessoas–Animais–Natureza             | 1 427   | 1,32 / 100,00   | 0,34  | 0 / 4     | Estável |
|                         | Outros                               | 1 391   | 1,29 / 100,00   |       | 0 / 4     |         |
| Votos inválidos         | Votos inválidos                      | 3 020   | 2,79 / 100,00   | 0,42  |           |         |
| Total                   | Total                                | 108 268 | 100,00 / 100,00 |       | 4 / 4     |         |
| Eleitorado/Participação | Eleitorado/Participação              | 163 578 | 66,19 / 100,00  | 8,61  |           |         |

### Coimbra
| Partido                 | Partido                              | Votos   | %               | +/-   | Deputados | +/-     |
| ----------------------- | ------------------------------------ | ------- | --------------- | ----- | --------- | ------- |
|                         | Partido Socialista                   | 79 086  | 32,67 / 100,00  | 12,56 | 4 / 9     | 2       |
|                         | Aliança Democrática                  | 74 019  | 30,58 / 100,00  | 0,08  | 3 / 9     | Estável |
|                         | Chega                                | 37 412  | 15,46 / 100,00  | 9,33  | 2 / 9     | 2       |
|                         | Bloco de Esquerda                    | 12 334  | 5,10 / 100,00   | 0,01  | 0 / 9     | Estável |
|                         | Iniciativa Liberal                   | 9 587   | 3,96 / 100,00   | 0,34  | 0 / 9     | Estável |
|                         | Livre                                | 6 880   | 2,84 / 100,00   | 1,82  | 0 / 9     | Estável |
|                         | CDU – Coligação Democrática Unitária | 6 816   | 2,82 / 100,00   | 0,57  | 0 / 9     | Estável |
|                         | Pessoas–Animais–Natureza             | 3 835   | 1,58 / 100,00   | 0,38  | 0 / 9     | Estável |
|                         | Alternativa Democrática Nacional     | 2 421   | 1,00 / 100,00   | -     | 0 / 9     | -       |
|                         | Outros                               | 2 246   | 0,94 / 100,00   |       | 0 / 9     |         |
| Votos inválidos         | Votos inválidos                      | 7 431   | 3,07 / 100,00   | 0,52  |           |         |
| Total                   | Total                                | 242 067 | 100,00 / 100,00 |       | 9 / 9     |         |
| Eleitorado/Participação | Eleitorado/Participação              | 371 745 | 65,12 / 100,00  | 7,74  |           |         |

### Évora
| Partido                 | Partido                              | Votos   | %               | +/-   | Deputados | +/-     |
| ----------------------- | ------------------------------------ | ------- | --------------- | ----- | --------- | ------- |
|                         | Partido Socialista                   | 29 309  | 32,79 / 100,00  | 13,16 | 1 / 3     | 1       |
|                         | Aliança Democrática                  | 20 049  | 22,43 / 100,00  | 0,12  | 1 / 3     | Estável |
|                         | Chega                                | 17 846  | 19,96 / 100,00  | 10,81 | 1 / 3     | 1       |
|                         | CDU – Coligação Democrática Unitária | 9 771   | 10,93 / 100,00  | 3,63  | 0 / 3     | Estável |
|                         | Bloco de Esquerda                    | 3 816   | 4,27 / 100,00   | 0,94  | 0 / 3     | Estável |
|                         | Iniciativa Liberal                   | 2 227   | 2,49 / 100,00   | 0,02  | 0 / 3     | Estável |
|                         | Livre                                | 1 773   | 1,98 / 100,00   | 1,35  | 0 / 3     | Estável |
|                         | Pessoas–Animais–Natureza             | 991     | 1,11 / 100,00   | 0,27  | 0 / 3     | Estável |
|                         | Outros                               | 1 544   | 1,74 / 100,00   |       | 0 / 3     |         |
| Votos inválidos         | Votos inválidos                      | 2 061   | 2,31 / 100,00   | 0,53  |           |         |
| Total                   | Total                                | 89 387  | 100,00 / 100,00 |       | 3 / 3     |         |
| Eleitorado/Participação | Eleitorado/Participação              | 133 400 | 67,01 / 100,00  | 8,46  |           |         |

### Faro
| Partido                 | Partido                              | Votos   | %               | +/-   | Deputados | +/-     |
| ----------------------- | ------------------------------------ | ------- | --------------- | ----- | --------- | ------- |
|                         | Chega                                | 64 228  | 27,19 / 100,00  | 14,89 | 3 / 9     | 2       |
|                         | Partido Socialista                   | 60 123  | 25,46 / 100,00  | 14,41 | 3 / 9     | 2       |
|                         | Aliança Democrática                  | 52 885  | 22,39 / 100,00  | 3,04  | 3 / 9     | Estável |
|                         | Bloco de Esquerda                    | 13 579  | 5,75 / 100,00   | 0,01  | 0 / 9     | Estável |
|                         | Iniciativa Liberal                   | 10 761  | 4,56 / 100,00   | 0,08  | 0 / 9     | Estável |
|                         | CDU – Coligação Democrática Unitária | 7 518   | 3,18 / 100,00   | 1,63  | 0 / 9     | Estável |
|                         | Livre                                | 6 501   | 2,75 / 100,00   | 1,67  | 0 / 9     | Estável |
|                         | Pessoas–Animais–Natureza             | 6 098   | 2,58 / 100,00   | 0,42  | 0 / 9     | Estável |
|                         | Alternativa Democrática Nacional     | 4 926   | 2,09 / 100,00   | 1,50  | 0 / 9     | Estável |
|                         | Outros                               | 3 388   | 1,43 / 100,00   |       | 0 / 9     |         |
| Votos inválidos         | Votos inválidos                      | 6 186   | 2,62 / 100,00   | 0,35  |           |         |
| Total                   | Total                                | 236 193 | 100,00 / 100,00 |       | 9 / 9     |         |
| Eleitorado/Participação | Eleitorado/Participação              | 382 586 | 61,74 / 100,00  | 10,48 |           |         |

### Guarda
| Partido                 | Partido                              | Votos   | %               | +/-   | Deputados | +/-     |
| ----------------------- | ------------------------------------ | ------- | --------------- | ----- | --------- | ------- |
|                         | Aliança Democrática                  | 29 033  | 34,12 / 100,00  | 1,61  | 1 / 3     | Estável |
|                         | Partido Socialista                   | 27 117  | 31,86 / 100,00  | 13,24 | 1 / 3     | 1       |
|                         | Chega                                | 15 821  | 18,59 / 100,00  | 10,64 | 1 / 3     | 1       |
|                         | Bloco de Esquerda                    | 2 300   | 2,70 / 100,00   | 0,37  | 0 / 3     | Estável |
|                         | Alternativa Democrática Nacional     | 2 181   | 2,56 / 100,00   | -     | 0 / 3     | -       |
|                         | Iniciativa Liberal                   | 1 913   | 2,25 / 100,00   | 0,32  | 0 / 3     | Estável |
|                         | CDU – Coligação Democrática Unitária | 1 331   | 1,56 / 100,00   | 0,21  | 0 / 3     | Estável |
|                         | Livre                                | 1 151   | 1,35 / 100,00   | 0,81  | 0 / 3     | Estável |
|                         | Outros                               | 1 760   | 2,06 / 100,00   |       | 0 / 3     |         |
| Votos inválidos         | Votos inválidos                      | 2 496   | 2,94 / 100,00   | 0,69  |           |         |
| Total                   | Total                                | 85 103  | 100,00 / 100,00 |       | 3 / 3     |         |
| Eleitorado/Participação | Eleitorado/Participação              | 141 431 | 60,17 / 100,00  | 7,44  |           |         |

### Leiria
| Partido                 | Partido                              | Votos   | %               | +/-   | Deputados | +/-     |
| ----------------------- | ------------------------------------ | ------- | --------------- | ----- | --------- | ------- |
|                         | Aliança Democrática                  | 96 311  | 35,21 / 100,00  | 1,52  | 5 / 10    | 1       |
|                         | Partido Socialista                   | 61 535  | 22,50 / 100,00  | 13,23 | 3 / 10    | 2       |
|                         | Chega                                | 53 764  | 19,66 / 100,00  | 11,64 | 2 / 10    | 1       |
|                         | Iniciativa Liberal                   | 15 446  | 5,65 / 100,00   | 0,39  | 0 / 10    | Estável |
|                         | Bloco de Esquerda                    | 11 736  | 4,29 / 100,00   | 0,25  | 0 / 10    | Estável |
|                         | Livre                                | 7 197   | 2,63 / 100,00   | 1,58  | 0 / 10    | Estável |
|                         | CDU – Coligação Democrática Unitária | 6 600   | 2,41 / 100,00   | 0,70  | 0 / 10    | Estável |
|                         | Pessoas–Animais–Natureza             | 4 645   | 1,70 / 100,00   | 0,39  | 0 / 10    | Estável |
|                         | Alternativa Democrática Nacional     | 4 560   | 1,67 / 100,00   | 1,34  | 0 / 10    | Estável |
|                         | Outros                               | 3 080   | 1,12 / 100,00   |       | 0 / 10    |         |
| Votos inválidos         | Votos inválidos                      | 8 641   | 3,16 / 100,00   | 0,40  |           |         |
| Total                   | Total                                | 273 515 | 100,00 / 100,00 |       | 10 / 10   |         |
| Eleitorado/Participação | Eleitorado/Participação              | 412 184 | 66,36 / 100,00  | 9,28  |           |         |

### Lisboa
| Partido                 | Partido                              | Votos     | %               | +/-   | Deputados | +/-     |
| ----------------------- | ------------------------------------ | --------- | --------------- | ----- | --------- | ------- |
|                         | Partido Socialista                   | 365 793   | 27,73 / 100,00  | 13,10 | 15 / 48   | 6       |
|                         | Aliança Democrática                  | 356 542   | 27,03 / 100,00  | 1,22  | 14 / 48   | 1       |
|                         | Chega                                | 224 493   | 17,02 / 100,00  | 9,25  | 9 / 48    | 5       |
|                         | Iniciativa Liberal                   | 86 816    | 6,58 / 100,00   | 1,32  | 3 / 48    | 1       |
|                         | Livre                                | 72 104    | 5,47 / 100,00   | 3,03  | 2 / 48    | 1       |
|                         | Bloco de Esquerda                    | 65 421    | 4,96 / 100,00   | 0,24  | 2 / 48    | Estável |
|                         | CDU – Coligação Democrática Unitária | 49 341    | 3,74 / 100,00   | 1,34  | 2 / 48    | Estável |
|                         | Pessoas–Animais–Natureza             | 32 824    | 2,49 / 100,00   | 0,50  | 1 / 48    | Estável |
|                         | Alternativa Democrática Nacional     | 19 067    | 1,45 / 100,00   | 1,18  | 0 / 48    | Estável |
|                         | Outros                               | 17 073    | 1,30 / 100,00   |       | 0 / 48    |         |
| Votos inválidos         | Votos inválidos                      | 29 528    | 2,24 / 100,00   | 0,43  |           |         |
| Total                   | Total                                | 1 319 002 | 100,00 / 100,00 |       | 48 / 48   |         |
| Eleitorado/Participação | Eleitorado/Participação              | 1 915 172 | 68,87 / 100,00  | 7,31  |           |         |

### Madeira
| Partido                 | Partido                              | Votos   | %               | +/-   | Deputados | +/-     |
| ----------------------- | ------------------------------------ | ------- | --------------- | ----- | --------- | ------- |
|                         | Madeira Primeiro                     | 52 992  | 35,38 / 100,00  | 4,45  | 3 / 6     | Estável |
|                         | Partido Socialista                   | 29 723  | 19,84 / 100,00  | 11,63 | 2 / 6     | 1       |
|                         | Chega                                | 26 296  | 17,56 / 100,00  | 11,48 | 1 / 6     | 1       |
|                         | Juntos pelo Povo                     | 14 344  | 9,58 / 100,00   | 2,72  | 0 / 6     | Estável |
|                         | Iniciativa Liberal                   | 5 827   | 3,89 / 100,00   | 0,55  | 0 / 6     | Estável |
|                         | Bloco de Esquerda                    | 4 404   | 2,94 / 100,00   | 0,29  | 0 / 6     | Estável |
|                         | Pessoas–Animais–Natureza             | 3 127   | 2,09 / 100,00   | 0,45  | 0 / 6     | Estável |
|                         | CDU – Coligação Democrática Unitária | 2 429   | 1,62 / 100,00   | 0,41  | 0 / 6     | Estável |
|                         | Alternativa Democrática Nacional     | 2 348   | 1,57 / 100,00   | 1,14  | 0 / 6     | Estável |
|                         | Livre                                | 1 864   | 1,24 / 100,00   | 0,52  | 0 / 6     | Estável |
|                         | Outros                               | 2 950   | 1,96 / 100,00   |       | 0 / 6     |         |
| Votos inválidos         | Votos inválidos                      | 3 479   | 2,32 / 100,00   | 0,12  |           |         |
| Total                   | Total                                | 149 783 | 100,00 / 100,00 |       | 6 / 6     |         |
| Eleitorado/Participação | Eleitorado/Participação              | 254 502 | 58,85 / 100,00  | 9,28  |           |         |

### Portalegre
| Partido                 | Partido                              | Votos  | %               | +/-   | Deputados | +/-     |
| ----------------------- | ------------------------------------ | ------ | --------------- | ----- | --------- | ------- |
|                         | Partido Socialista                   | 20 658 | 34,05 / 100,00  | 13,16 | 1 / 2     | 1       |
|                         | Chega                                | 14 915 | 24,59 / 100,00  | 17,01 | 1 / 2     | 1       |
|                         | Aliança Democrática                  | 14 132 | 23,30 / 100,00  | 1,12  | 0 / 2     | Estável |
|                         | CDU – Coligação Democrática Unitária | 3 604  | 5,94 / 100,00   | 1,64  | 0 / 2     | Estável |
|                         | Bloco de Esquerda                    | 1 894  | 3,12 / 100,00   | 0,22  | 0 / 2     | Estável |
|                         | Iniciativa Liberal                   | 1 146  | 1,89 / 100,00   | 0,19  | 0 / 2     | Estável |
|                         | Livre                                | 873    | 1,44 / 100,00   | 0,89  | 0 / 2     | Estável |
|                         | Alternativa Democrática Nacional     | 631    | 1,04 / 100,00   | -     | 0 / 2     | -       |
|                         | Outros                               | 1 244  | 2,05 / 100,00   |       | 0 / 2     |         |
| Votos inválidos         | Votos inválidos                      | 1 565  | 2,58 / 100,00   | 0,58  |           |         |
| Total                   | Total                                | 60 662 | 100,00 / 100,00 |       | 2 / 2     |         |
| Eleitorado/Participação | Eleitorado/Participação              | 93 106 | 65,15 / 100,00  | 8,43  |           |         |

### Porto
| Partido                 | Partido                              | Votos     | %               | +/-   | Deputados | +/-     |
| ----------------------- | ------------------------------------ | --------- | --------------- | ----- | --------- | ------- |
|                         | Aliança Democrática                  | 339 096   | 30,41 / 100,00  | 3,38  | 14 / 40   | Estável |
|                         | Partido Socialista                   | 338 084   | 30,32 / 100,00  | 12,21 | 13 / 40   | 6       |
|                         | Chega                                | 170 910   | 15,33 / 100,00  | 10,96 | 7 / 40    | 5       |
|                         | Iniciativa Liberal                   | 64 050    | 5,74 / 100,00   | 0,63  | 2 / 40    | Estável |
|                         | Bloco de Esquerda                    | 51 909    | 4,66 / 100,00   | 0,12  | 2 / 40    | Estável |
|                         | Livre                                | 37 319    | 3,35 / 100,00   | 2,19  | 1 / 40    | 1       |
|                         | CDU – Coligação Democrática Unitária | 26 500    | 2,38 / 100,00   | 0,90  | 1 / 40    | Estável |
|                         | Pessoas–Animais–Natureza             | 23 415    | 2,10 / 100,00   | 0,40  | 0 / 40    | Estável |
|                         | Alternativa Democrática Nacional     | 19 585    | 1,76 / 100,00   | 1,61  | 0 / 40    | Estável |
|                         | Outros                               | 18 718    | 1,68 / 100,00   |       | 0 / 40    |         |
| Votos inválidos         | Votos inválidos                      | 25 439    | 2,28 / 100,00   | 0,43  |           |         |
| Total                   | Total                                | 1 115 025 | 100,00 / 100,00 |       | 40 / 40   |         |
| Eleitorado/Participação | Eleitorado/Participação              | 1 591 759 | 70,05 / 100,00  | 8,21  |           |         |

### Santarém
| Partido                 | Partido                              | Votos   | %               | +/-   | Deputados | +/-     |
| ----------------------- | ------------------------------------ | ------- | --------------- | ----- | --------- | ------- |
|                         | Partido Socialista                   | 69 915  | 27,85 / 100,00  | 13,34 | 3 / 9     | 2       |
|                         | Aliança Democrática                  | 68 493  | 27,28 / 100,00  | 1,49  | 3 / 9     | Estável |
|                         | Chega                                | 58 554  | 23,32 / 100,00  | 12,41 | 3 / 9     | 2       |
|                         | Bloco de Esquerda                    | 11 204  | 4,46 / 100,00   | 0,13  | 0 / 9     | Estável |
|                         | CDU – Coligação Democrática Unitária | 10 343  | 4,12 / 100,00   | 1,31  | 0 / 9     | Estável |
|                         | Iniciativa Liberal                   | 9 492   | 3,78 / 100,00   | 0,01  | 0 / 9     | Estável |
|                         | Livre                                | 6 186   | 2,46 / 100,00   | 1,57  | 0 / 9     | Estável |
|                         | Pessoas–Animais–Natureza             | 3 926   | 1,56 / 100,00   | 0,40  | 0 / 9     | Estável |
|                         | Alternativa Democrática Nacional     | 3 505   | 1,40 / 100,00   | -     | 0 / 9     | -       |
|                         | Outros                               | 2 639   | 1,05 / 100,00   |       | 0 / 9     |         |
| Votos inválidos         | Votos inválidos                      | 6 807   | 2,71 / 100,00   | 0,49  |           |         |
| Total                   | Total                                | 251 064 | 100,00 / 100,00 |       | 9 / 9     |         |
| Eleitorado/Participação | Eleitorado/Participação              | 377 261 | 66,55 / 100,00  | 8,83  |           |         |

### Setúbal
| Partido                 | Partido                              | Votos   | %               | +/-   | Deputados | +/-     |
| ----------------------- | ------------------------------------ | ------- | --------------- | ----- | --------- | ------- |
|                         | Partido Socialista                   | 157 166 | 31,27 / 100,00  | 14,46 | 7 / 19    | 3       |
|                         | Chega                                | 102 077 | 20,31 / 100,00  | 11,28 | 4 / 19    | 3       |
|                         | Aliança Democrática                  | 86 297  | 17,17 / 100,00  | 0,10  | 4 / 19    | 1       |
|                         | CDU – Coligação Democrática Unitária | 38 841  | 7,73 / 100,00   | 2,32  | 1 / 19    | 1       |
|                         | Bloco de Esquerda                    | 30 161  | 6,00 / 100,00   | 0,25  | 1 / 19    | Estável |
|                         | Iniciativa Liberal                   | 26 941  | 5,36 / 100,00   | 0,23  | 1 / 19    | Estável |
|                         | Livre                                | 21 552  | 4,29 / 100,00   | 2,87  | 1 / 19    | 1       |
|                         | Pessoas–Animais–Natureza             | 12 856  | 2,56 / 100,00   | 0,57  | 0 / 19    | Estável |
|                         | Alternativa Democrática Nacional     | 7 661   | 1,52 / 100,00   | 1,22  | 0 / 19    | Estável |
|                         | Outros                               | 7 705   | 1,54 / 100,00   |       | 0 / 19    |         |
| Votos inválidos         | Votos inválidos                      | 11 330  | 2,25 / 100,00   | 0,44  |           |         |
| Total                   | Total                                | 502 587 | 100,00 / 100,00 |       | 19 / 19   | 1       |
| Eleitorado/Participação | Eleitorado/Participação              | 751 292 | 66,90 / 100,00  | 8,80  |           |         |

### Viana do Castelo
| Partido                 | Partido                              | Votos   | %               | +/-   | Deputados | +/-     |
| ----------------------- | ------------------------------------ | ------- | --------------- | ----- | --------- | ------- |
|                         | Aliança Democrática                  | 49 613  | 34,72 / 100,00  | 2,81  | 2 / 5     | 1       |
|                         | Partido Socialista                   | 40 237  | 28,15 / 100,00  | 13,91 | 2 / 5     | 1       |
|                         | Chega                                | 26 635  | 18,64 / 100,00  | 12,58 | 1 / 5     | 1       |
|                         | Iniciativa Liberal                   | 5 106   | 3,57 / 100,00   | 0,70  | 0 / 5     | Estável |
|                         | Bloco de Esquerda                    | 4 926   | 3,45 / 100,00   | 0,03  | 0 / 5     | Estável |
|                         | CDU – Coligação Democrática Unitária | 3 106   | 2,17 / 100,00   | 0,83  | 0 / 5     | Estável |
|                         | Livre                                | 2 813   | 1,97 / 100,00   | 1,25  | 0 / 5     | Estável |
|                         | Alternativa Democrática Nacional     | 2 263   | 1,58 / 100,00   | -     | 0 / 5     | -       |
|                         | Pessoas–Animais–Natureza             | 2 057   | 1,44 / 100,00   | 0,46  | 0 / 5     | Estável |
|                         | Outros                               | 1 936   | 1,35 / 100,00   |       | 0 / 5     |         |
| Votos inválidos         | Votos inválidos                      | 4 221   | 2,96 / 100,00   | 0,74  |           |         |
| Total                   | Total                                | 142 913 | 100,00 / 100,00 |       | 5 / 5     | 1       |
| Eleitorado/Participação | Eleitorado/Participação              | 233 491 | 61,21 / 100,00  | 7,39  |           |         |

### Vila Real
| Partido                 | Partido                              | Votos   | %               | +/-   | Deputados | +/-     |
| ----------------------- | ------------------------------------ | ------- | --------------- | ----- | --------- | ------- |
|                         | Aliança Democrática                  | 46 040  | 39,33 / 100,00  | 2,26  | 2 / 5     | Estável |
|                         | Partido Socialista                   | 34 654  | 29,60 / 100,00  | 11,69 | 2 / 5     | 1       |
|                         | Chega                                | 20 032  | 17,11 / 100,00  | 9,92  | 1 / 5     | 1       |
|                         | Alternativa Democrática Nacional     | 2 958   | 2,53 / 100,00   | -     | 0 / 5     | -       |
|                         | Bloco de Esquerda                    | 2 865   | 2,45 / 100,00   | 0,13  | 0 / 5     | Estável |
|                         | Iniciativa Liberal                   | 2 378   | 2,03 / 100,00   | 0,23  | 0 / 5     | Estável |
|                         | CDU – Coligação Democrática Unitária | 1 599   | 1,37 / 100,00   | 0,32  | 0 / 5     | Estável |
|                         | Livre                                | 1 592   | 1,36 / 100,00   | 0,81  | 0 / 5     | Estável |
|                         | Outros                               | 1 898   | 1,62 / 100,00   |       | 0 / 5     |         |
| Votos inválidos         | Votos inválidos                      | 3 040   | 2,60 / 100,00   | 0,68  |           |         |
| Total                   | Total                                | 117 056 | 100,00 / 100,00 |       | 5 / 5     |         |
| Eleitorado/Participação | Eleitorado/Participação              | 208 667 | 56,10 / 100,00  | 6,64  |           |         |

### Viseu
| Partido                 | Partido                              | Votos   | %               | +/-   | Deputados | +/-     |
| ----------------------- | ------------------------------------ | ------- | --------------- | ----- | --------- | ------- |
|                         | Aliança Democrática                  | 76 927  | 36,36 / 100,00  | 2,50  | 3 / 8     | 1       |
|                         | Partido Socialista                   | 58 077  | 27,45 / 100,00  | 14,10 | 3 / 8     | 1       |
|                         | Chega                                | 41 159  | 19,45 / 100,00  | 11,66 | 2 / 8     | 2       |
|                         | Alternativa Democrática Nacional     | 6 615   | 3,13 / 100,00   | 3,03  | 0 / 8     | Estável |
|                         | Iniciativa Liberal                   | 5 948   | 2,81 / 100,00   | 0,28  | 0 / 8     | Estável |
|                         | Bloco de Esquerda                    | 5 846   | 2,76 / 100,00   | 0,07  | 0 / 8     | Estável |
|                         | Livre                                | 3 566   | 1,69 / 100,00   | 1,05  | 0 / 8     | Estável |
|                         | CDU – Coligação Democrática Unitária | 2 905   | 1,37 / 100,00   | 0,25  | 0 / 8     | Estável |
|                         | Pessoas–Animais–Natureza             | 2 554   | 1,21 / 100,00   | 0,30  | 0 / 8     | Estável |
|                         | Outros                               | 2 060   | 0,97 / 100,00   |       | 0 / 8     |         |
| Votos inválidos         | Votos inválidos                      | 5 929   | 2,80 / 100,00   | 0,61  |           |         |
| Total                   | Total                                | 211 586 | 100,00 / 100,00 |       | 8 / 8     |         |
| Eleitorado/Participação | Eleitorado/Participação              | 335 659 | 63,04 / 100,00  | 8,85  |           |         |

### Europa
| Partido                 | Partido                              | Votos   | %               | +/-   | Deputados | +/-     |
| ----------------------- | ------------------------------------ | ------- | --------------- | ----- | --------- | ------- |
|                         | Chega                                | 42 972  | 18,31 / 100,00  | 11,22 | 1 / 2     | 1       |
|                         | Partido Socialista                   | 38 061  | 16,22 / 100,00  | 16,76 | 1 / 2     | 1       |
|                         | Aliança Democrática                  | 33 350  | 14,21 / 100,00  | 1,84  | 0 / 2     | Estável |
|                         | Bloco de Esquerda                    | 6 438   | 2,74 / 100,00   | 0,32  | 0 / 2     | Estável |
|                         | Iniciativa Liberal                   | 5 719   | 2,44 / 100,00   | 0,03  | 0 / 2     | Estável |
|                         | Pessoas–Animais–Natureza             | 5 174   | 2,20 / 100,00   | 0,50  | 0 / 2     | Estável |
|                         | Livre                                | 4 091   | 1,74 / 100,00   | 0,30  | 0 / 2     | Estável |
|                         | CDU – Coligação Democrática Unitária | 2 363   | 1,01 / 100,00   | 0,28  | 0 / 2     | Estável |
|                         | Outros                               | 4 788   | 2,04 / 100,00   |       | 0 / 2     |         |
| Votos inválidos         | Votos inválidos                      | 91 698  | 39,08 / 100,00  | 8,46  |           |         |
| Total                   | Total                                | 234 654 | 100,00 / 100,00 |       | 2 / 2     |         |
| Eleitorado/Participação | Eleitorado/Participação              | 937 311 | 25,03 / 100,00  | 13,23 |           |         |

### Fora da Europa
| Partido                 | Partido                          | Votos   | %               | +/-   | Deputados | +/-     |
| ----------------------- | -------------------------------- | ------- | --------------- | ----- | --------- | ------- |
|                         | Aliança Democrática              | 22 636  | 22,90 / 100,00  | 16,70 | 1 / 2     | Estável |
|                         | Chega                            | 18 067  | 18,27 / 100,00  | 8,68  | 1 / 2     | 1       |
|                         | Partido Socialista               | 14 410  | 14,58 / 100,00  | 15,18 | 0 / 2     | 1       |
|                         | Pessoas–Animais–Natureza         | 2 332   | 2,36 / 100,00   | 2,17  | 0 / 2     | Estável |
|                         | Iniciativa Liberal               | 1 902   | 1,92 / 100,00   | 1,63  | 0 / 2     | Estável |
|                         | Bloco de Esquerda                | 1 847   | 1,87 / 100,00   | 0,74  | 0 / 2     | Estável |
|                         | Nova Direita                     | 1 461   | 1,48 / 100,00   | Novo  | 0 / 2     | Novo    |
|                         | Alternativa Democrática Nacional | 1 128   | 1,14 / 100,00   | 0,13  | 0 / 2     | Estável |
|                         | Outros                           | 2 588   | 2,61 / 100,00   |       | 0 / 2     |         |
| Votos inválidos         | Votos inválidos                  | 32 495  | 32,87 / 100,00  | 29,83 |           |         |
| Total                   | Total                            | 98 866  | 100,00 / 100,00 |       | 2 / 2     |         |
| Eleitorado/Participação | Eleitorado/Participação          | 609 436 | 16,22 / 100,00  | 5,40  |           |         |

| Eleições legislativas portuguesas de 2024 Distritos: Aveiro \| Beja \| Braga \| Bragança \| Castelo Branco \| Coimbra \| Évora \| Faro \| Guarda \| Leiria \| Lisboa \| Portalegre \| Porto \| Santarém \| Setúbal \| Viana do Castelo \| Vila Real \| Viseu \| Açores \| Madeira \| Estrangeiro |

## Mapas

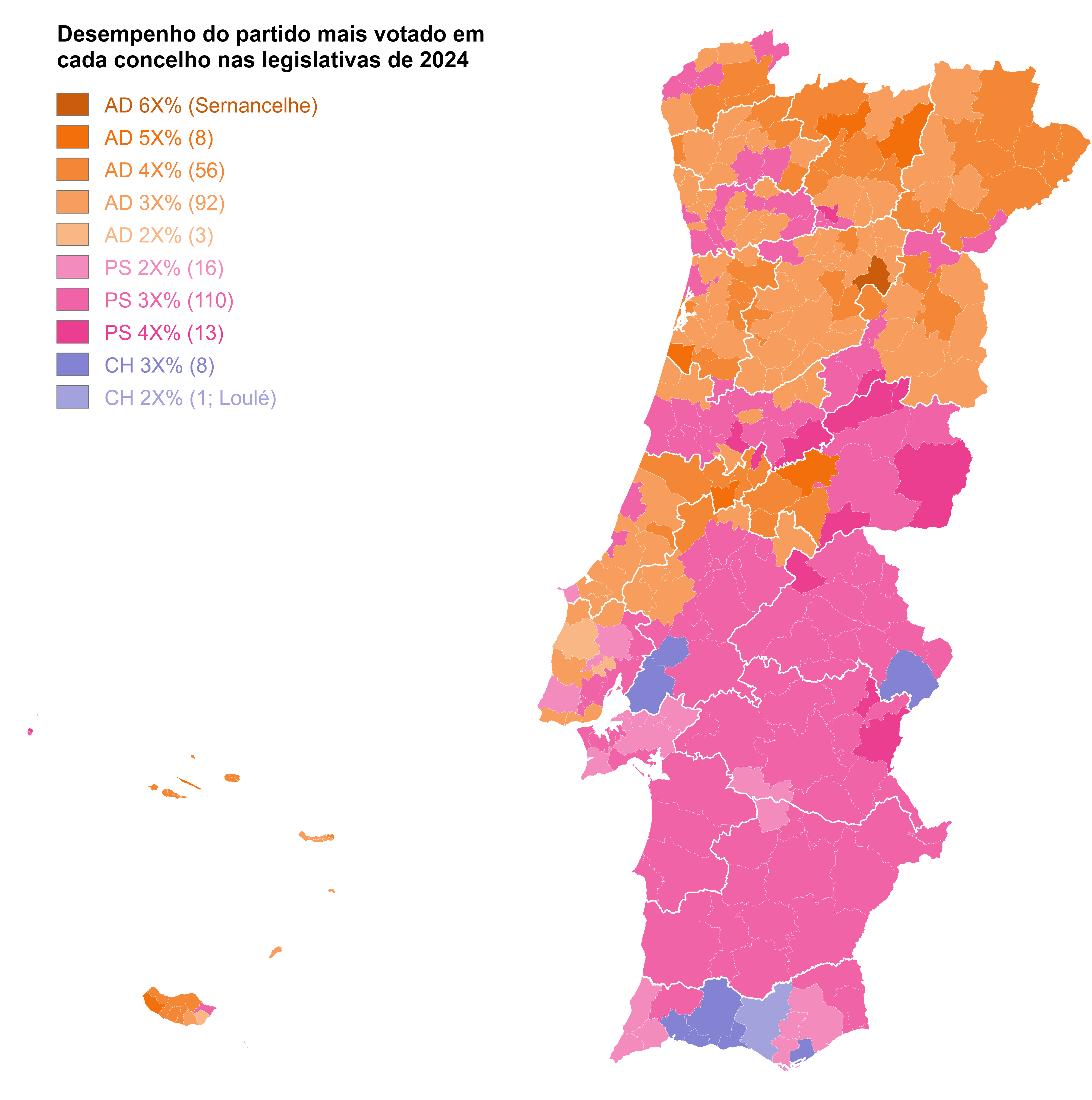
Partido mais votado por concelho e seu desempenho (por votos validamente expressos).
Partido ou coligação mais votado por concelho: PPD/PSD.CDS–PP.PPM e PPD/PSD.CDS–PP - laranja, PS - rosa, CH - azul.
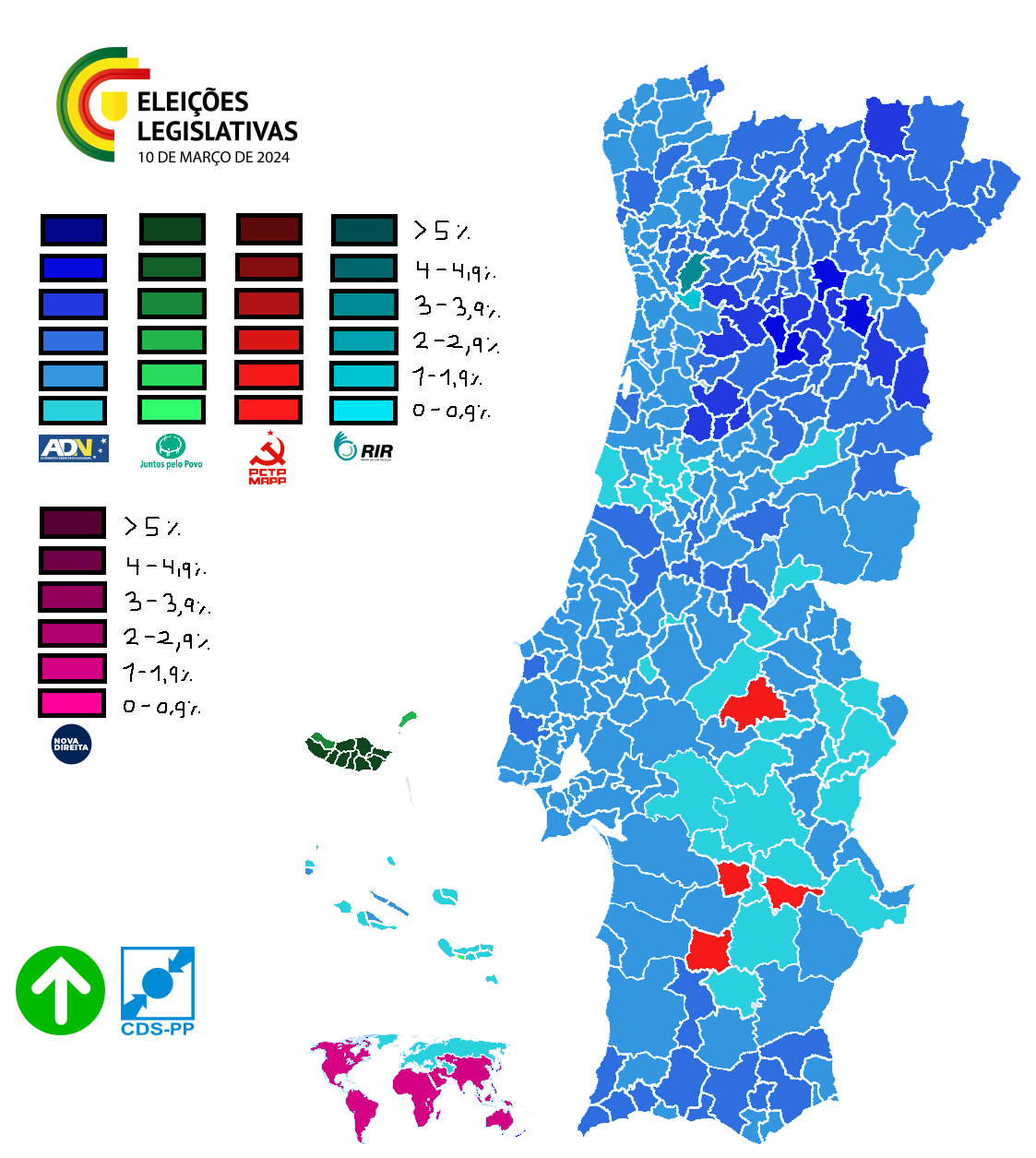
Partido extra-parlamentar mais votado por concelho.